# Violon
Pour les articles homonymes, voir Violon (homonymie).
Le violon est un instrument de musique à cordes frottées. Constitué de 71 pièces de bois (érable, buis, ébène, etc.) collées ou assemblées les unes aux autres. Le violon possède quatre cordes accordées généralement à la quinte, que l'instrumentiste, appelé violoniste, frotte avec un archet ou pince avec l'index ou le pouce (en pizzicato).
Dans les formations de musique classique comme le quatuor à cordes ou l'orchestre symphonique, le violon est l'instrument le plus petit et de tessiture la plus aiguë parmi sa famille ; celle-ci inclut l'alto, le violoncelle et la contrebasse.
Sa création remonte au XVIe siècle. Très vite popularisé, il occupe une place prépondérante dans la musique classique occidentale : de grands compositeurs ont écrit pour cet instrument (concertos, musique de chambre, pièces symphoniques, etc.) voire en jouaient eux-mêmes (Vivaldi, Bach, Mozart, etc.). Des violonistes, compositeurs du Xviiie siècle tels Niccolò Paganini, Eugène Ysaÿe ou Jean Sibelius au XXe siècle, ont acquis une grande renommée.

## Étymologie
L'étymologie du mot « violon » a fait l'objet de diverses hypothèses : on l'a rapportée aux mots latins vitula (génisse), Vitula (nom de la déesse de la Victoire) ou vitulari (être transporté de joie), mais il s'agit de suppositions peu fondées. En tout état de cause, le mot français « violon » est formé de la même manière que l'italien violino : il se compose d'une racine, viol-, à laquelle est ajouté un suffixe à valeur diminutive (-on en français, -ino en italien).

## Histoire

### Origine et naissance

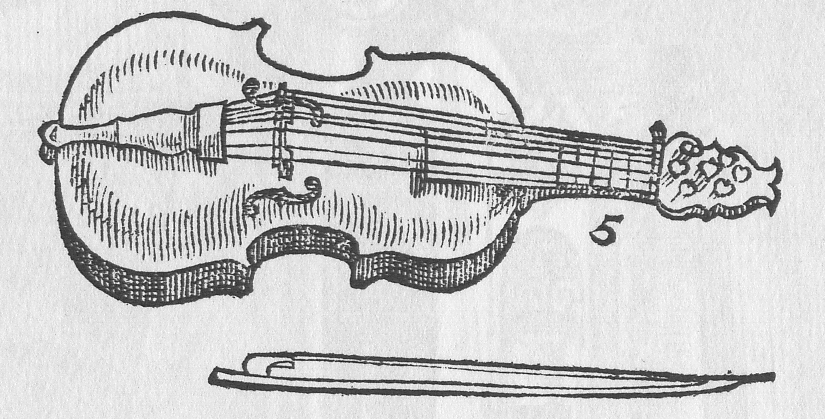
La lira da braccio, un ancêtre du violon.

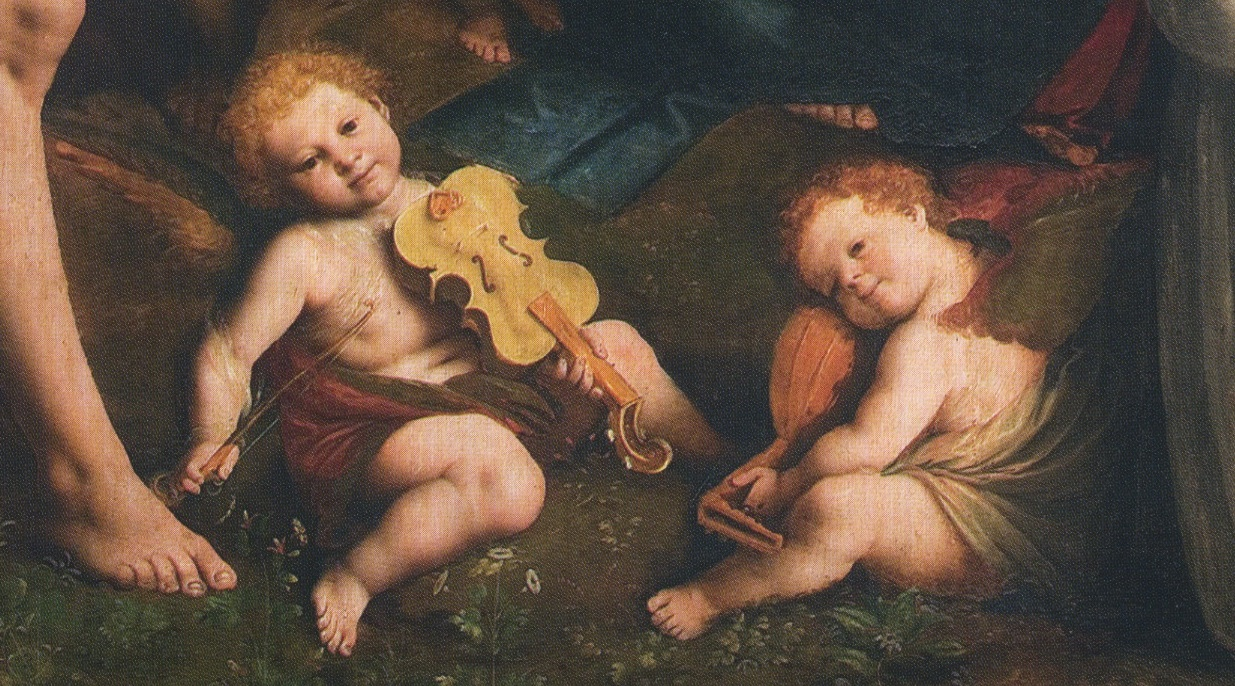
Anges musiciens, Gaudenzio Ferrari, détail de la Madonna degli aranci, 1529/30, Vercelli, Chiesa di San Cristoforo.

Bien qu'il existe une représentation d'un violon (forme en huit, volute, ouïe en forme de C) sur une statue d'un temple en Inde datée du XIIe siècle, on estime habituellement que le violon naît dans les années 1520, dans un rayon de 80 km autour de Milan en Italie. Il y a indétermination entre les villes de Brescia et de Crémone. Le premier luthier ayant fabriqué un violon pourrait être Giovan Giacomo Dalla Corna (en) ou Zanetto Montichiaro ; rien ne permet d'affirmer que ce soit Andrea Amati (v. 1505/1510-1577), et (contrairement à ce qu'affirme la littérature du XIXe siècle) il ne s'agit sûrement pas de Gasparo da Salò, né en 1540. Le violon emprunte ses caractéristiques organologiques à plusieurs instruments : le rebec (en usage depuis le XIVe siècle lui-même dérivé du rebab de la musique arabe), la vièle et la lira da braccio.
La première mention du violon dont on ait trace est une note de décembre 1523, dans un registre de la Trésorerie générale de Savoie (la langue y est alors le français), pour le paiement des prestations des « trompettes et vyollons de Verceil ». La première apparition du violon dans l'art est due à Gaudenzio Ferrari (circa 1480 - 1546), auteur de la Madonna degli aranci (La Madone à l'oranger), datant de 1529-30, dans l'église Saint-Christophe de Verceil. Enfin, une des premières descriptions explicites de l'instrument et de son accord en quintes figure dans l'Epitomé musical des tons, sons et accordz, es voix humaines, fleustes d'Alleman, fleustes à neuf trous, violes et violons. de Philibert Jambe de fer, publié à Lyon en 1556. Philibert Jambe de fer écrit : « Le violon est fort contraire à la viole… Nous appelons viole c'elles desquelles les gentils hommes, marchantz et autres gents de vertuz passent leur temps… L'autre s'appelle violon et c'est celuy duquel ont use en danceries. »
Le violon se répand rapidement à travers l'Europe, à la fois comme instrument de rue, populaire, et comme instrument apprécié de la noblesse : ainsi, le roi de France Charles IX aurait commandé à Amati 24 violons en 1560. Le plus ancien violon qui nous soit parvenu serait un de ceux-là et porte le nom de leur commanditaire.

### De la Renaissance à la période classique

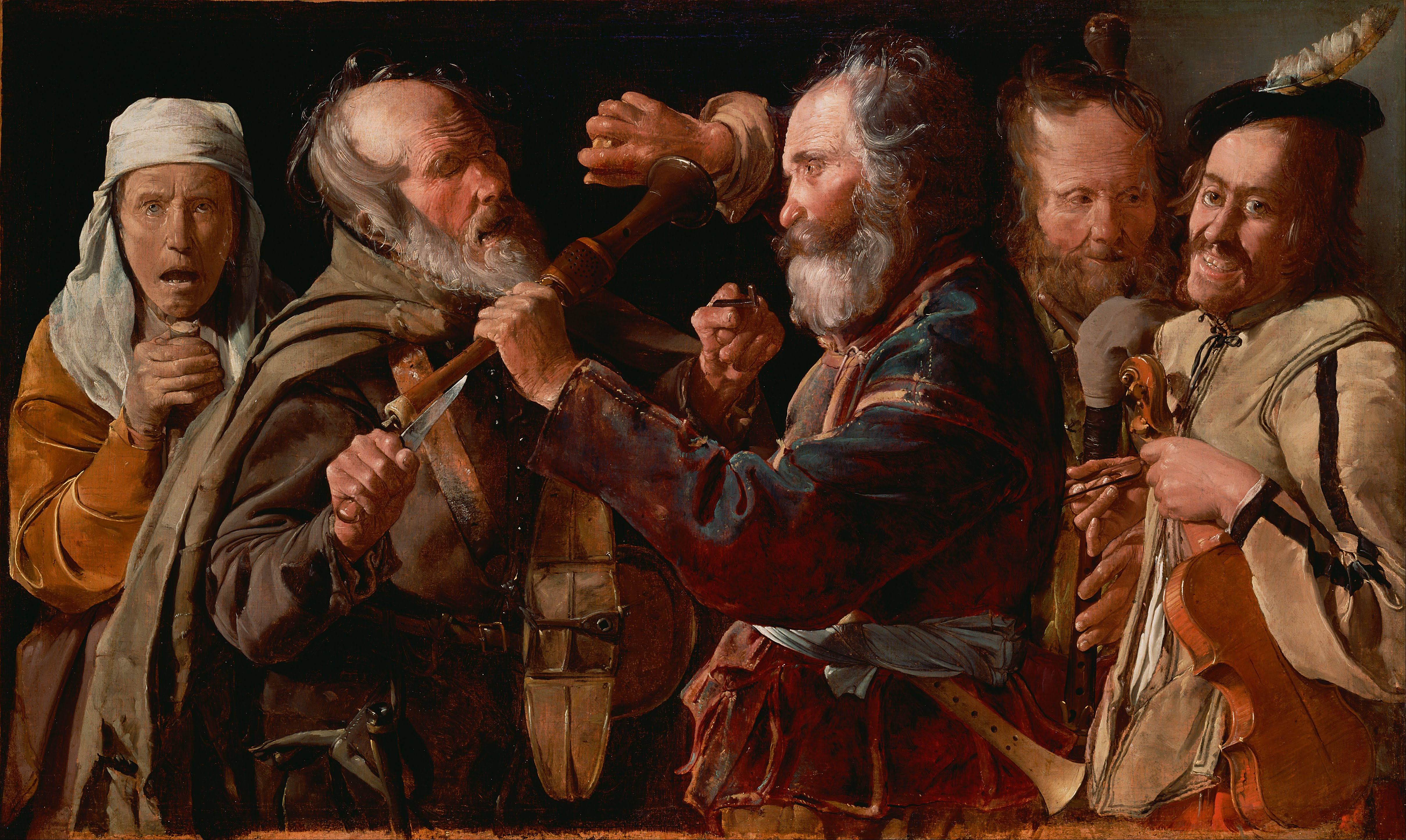
Le violon, instrument des rues : Georges de La Tour le peint ici en 1630 dans les mains d'un mendiant (personnage de droite).

#### France
Vers 1630, Pierre Trichet écrit, dans son Traité des instruments de musique que « les violons sont principalement destinés aux danses, bals, ballets, mascarades, sérénades, aubades, fêtes et tous passe-temps joyeux, ayant été jugés plus appropriés à ces genres de passe-temps que tout autre instrument ». L'avis de Trichet n'est pas isolé au début du XVIIe siècle : à ses débuts, le violon est considéré comme criard et juste bon à faire danser. De fait, la France du XVIIe recherche plus les sonorités intimistes propres à l'expression individuelle que les effets spectaculaires des virtuoses et le son brillant du violon. Cependant, il a déjà commencé sa conquête du monde musical en Italie dès les années 1600.
Sous l'influence de premiers virtuoses tels que Balthazar de Beaujoyeulx, à la tête du groupe de violons italiens emmenés du Piémont en 1555 par Charles Ier de Cossé, la famille des violons connaît un succès croissant qui va l'amener à supplanter progressivement la viole de gambe. Dans Circé ou le ballet comique de la reine (à l'origine, balet comique de la Royne), dont la production globale avait été confiée à Beaujoyeux, se trouvent deux séries de danses instrumentales qui sont spécifiquement destinées à être jouées par des violons. Le texte et la musique en sont publiés en 1582, formant ainsi la première partition jamais imprimée pour le violon. L'établissement du violon en France se poursuit avec la création en 1626 des Vingt-quatre Violons du Roi, et surtout grâce à l'influence du compositeur et violoniste italien Jean-Baptiste Lully (1632 - 1687), qui, prenant la tête de La Petite Bande en 1653, la fait progresser jusqu'à la mettre en concurrence avec les Vingt-quatre Violons.

#### Italie
C'est néanmoins en Italie que le violon connaît son essor le plus rapide et le plus spectaculaire. La virtuosité des violonistes italiens est exploitée en la deuxième partie du XVIe siècle à Brescia avec les virtuosos Giovan Battista Giacomelli et Giovan Battista Fontana et dès le début de la période baroque par Claudio Monteverdi, qui use de trémolos et de pizzicatos dans ses opéras, dont l'un des plus connus pour son usage du violon est L'Orfeo (1607). Il faut attendre plusieurs décennies avant que des virtuoses tels que Heinrich von Biber (1644 - 1704) atteignent hors d'Italie un degré de maîtrise virtuose tel que celui développé par les maîtres italiens.
La seconde partie du XVIIe siècle voit la domination de l'école de Bologne qui produit des musiciens tels que Arcangelo Corelli, son élève Francesco Geminiani, ou encore Giovanni Battista Vitali, et voit naître des formes telles que la Sonate et le Concerto grosso. C'est à Crémone, près de Bologne que Niccolò Amati, Andrea Guarneri et surtout Antonio Stradivarius et Giuseppe Guarneri del Gesù amènent le violon à sa forme actuelle et produisent des exemplaires d'une très grande qualité, à tel point que les Stradivarius et  les Guarnerius "del Gesu", sont toujours aujourd'hui les violons les plus onéreux et les plus recherchés. Parmi les virtuoses ayant possédé un Stradivarius, citons Niccolò Paganini, Joseph Joachim, David Oïstrakh ou encore Jascha Heifetz (qui jouait aussi un Guarnerius del Gesu).
Plus tard, au cours du XVIIIe siècle, c'est à Venise, avec Antonio Vivaldi, à Rome avec Pietro Locatelli ou Padoue avec Giuseppe Tartini que se développent le plus sensiblement la technique et le répertoire du violon. Les Quatre Saisons pour violon et orchestre de Vivaldi, ou la Sonate des trilles du Diable de Tartini, tiennent toujours une place de choix dans le répertoire du violon.

### XVIIIesiècle

#### Pays germaniques
La période classique voit l'émergence d'une école de violon germanique influencée par les Italiens qui ont désormais acquis une notoriété suffisante pour faire des tournées dans toute l'Europe. Johann Georg Pisendel (1687 - 1755) voyage entre la cour de Dresde et ses maîtres italiens Giuseppe Torelli et Vivaldi. Ce sont les œuvres pour violon solo de Pisendel qui auraient influencé Bach pour écrire ses Sonates et partitas pour violon seul (BWV 1001 à 1006), qui exaltent les capacités polyphoniques du violon : chaque sonate comprend une fugue à quatre voix pour violon seul, et la Partita pour violon seul n° 2 inclut la célèbre Chaconne. Les compositeurs virtuoses de l'école de Mannheim, Johann Stamitz (1717 - 1757), Carl Stamitz (1745 - 1801) et Christian Cannabich (1731 - 1798) ainsi que leur contemporain Leopold Mozart (1719 - 1787), sont tous des violonistes de renom, exerçant bien au-delà des frontières germaniques.
Un peu plus tard, Wolfgang Amadeus Mozart (1756 - 1791), compositeur et violoniste virtuose, écrit de nombreuses sonates pour violon et clavier, cinq concertos pour violon (KV 207, 211, 216, 218, 219) et la symphonie concertante (KV 364).

#### France du classicisme
En 1740, Hubert Le Blanc publie un traité pour défendre la viole contre les entreprises du violon et les prétentions du violoncelle, signe qu'encore au milieu du XVIIIe siècle, la querelle entre les partisans des deux familles d'instruments ne s'est pas épuisée. Simon McVeigh note que la résistance des Français concerne plus la musique italienne, en adéquation avec l'esthétique française d'alors, qu'un simple problème d'instrument. Toutefois, la présence de violonistes virtuoses tels que Jean-Marie Leclair (1697 - 1764) dans le paysage musical français d'alors laisse percevoir la perméabilité qu'a acquise en un demi-siècle la musique française aux influences italiennes. Les réticences de Le Blanc finissent par être balayées, avec l'abandon à la fin du XVIIIe siècle de la viole.
Un autre abandon datant de cette époque renforce le rôle du violon, cette fois-ci en orchestre : la basse continue disparaissant peu à peu à partir de 1770, le premier violon, membre du plus important groupe de l'orchestre, la supplante à la direction. C'est ainsi que jusqu'à la fin du XIXe siècle, en incluant même Pierre Monteux et Charles Munch, presque tous les chefs d'orchestre français sont violonistes, et que jusqu'à Jules Pasdeloup et Édouard Colonne (à ses débuts), ils dirigent avec l'archet.
Dans les dernières décennies du siècle, Paris est devenu un centre cosmopolite pour les violonistes, accueillant non seulement Mozart mais aussi plusieurs virtuoses renommés, notamment Joseph Bologne de Saint-George ou Giovanni Battista Viotti, qui se produit avec le Concert Spirituel dès 1782. Au travers de ses 32 concertos pour violon et grâce à sa maîtrise technique, notamment de l'archet, Viotti influence durablement l'art du violon pour les décennies à venir.

### Période romantique

#### Paganini ou l'âge d'or de la virtuosité
Alors que l'école française de violon devait conquérir une place de plus en plus prééminente durant l'ensemble du XIXe siècle, grâce notamment à la fondation du Conservatoire de Paris, en 1795, c'est encore l'école italienne qui fournit au monde du violon d'alors, en la personne du virtuose Niccolò Paganini (1782-1840), l'un de ses plus remarquables talents. La publication de ses 24 Caprices pour violon solo, opus 1, et de ses concertos pour violon, marque une avancée décisive dans les possibilités virtuoses de l'instrument, préparant celui-ci au répertoire flamboyant du XIXe siècle, en introduisant notamment des pizzicati de la main gauche, des coups d'archets en ricochets, des doubles cordes harmoniques… C'est pourquoi Paganini représente dans l'imaginaire romantique la « virtuosité transcendante quasi diabolique ». Ses seuls élèves connus, Camillo Sivori (1815-1894) et Antonio Bazzini (1818-1897) devaient poursuivre l'œuvre du maître, mais l'on peut affirmer que la carrière brillante de Paganini marque la fin de la grande école de violon italienne.

#### Fondation de l'école franco-belge

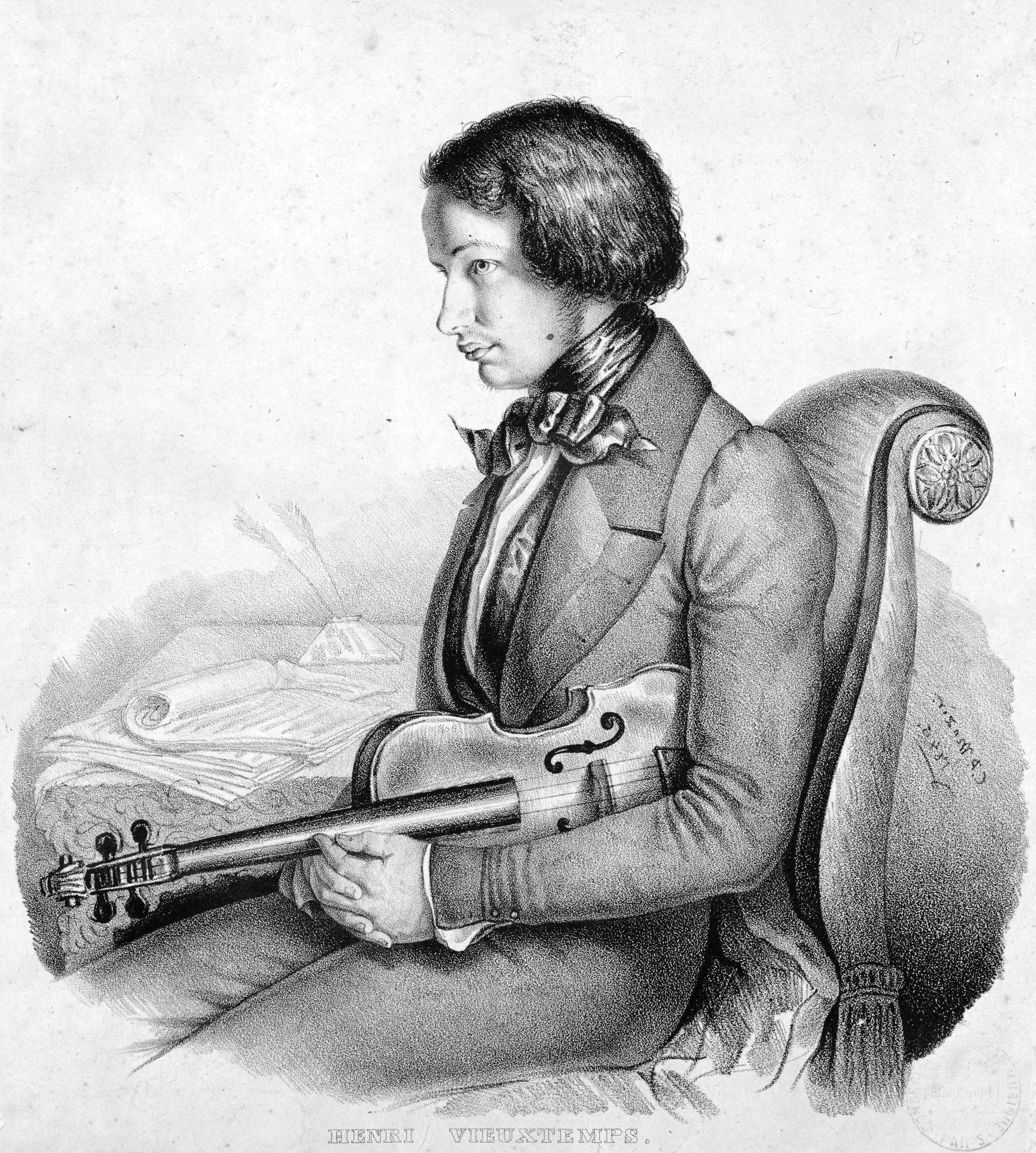
Le virtuose Henri Vieuxtemps (1820 - 1881), représentant de l'école franco-belge.

Le début du XIXe siècle voit l'émergence en France d'une génération de violonistes brillants largement influencés par Viotti. Parmi ses élèves et disciples, Pierre Rode (1774 - 1830), Rodolphe Kreutzer (1766 - 1831) et le Belge Charles-Auguste de Bériot (1802 - 1870) connaissent la gloire de carrières internationales ; ils enseignent au Conservatoire de Paris et laissent un important matériel pédagogique, très utilisé par la suite : 24 caprices de Rode, 42 études de Kreutzer, concertos de Bériot… La société bourgeoise du XIXe siècle veut se divertir grâce à la musique, mais aussi l'apprendre ; elle est ainsi l'instigatrice de ces méthodes et études pour violon de l'école franco-belge.
« La Wallonie en tant que partie de l'État belge, a été le plus grand berceau des violonistes : l'accumulation des talents sur le plus petit espace constitue un des phénomènes les plus remarquables de la géographie musicale de l'Europe ». Tels sont les mots du musicologue allemand H.-J. Moser, au congrès de la Société internationale de Musicologie d'Utrecht en 1952. Parmi les élèves de Bériot, Henri Vieuxtemps (1820 - 1881) écrit une abondante littérature violonistique (ses concertos et pièces de virtuosité sont encore largement présentes au répertoire aujourd'hui). Vieuxtemps a lui-même pour élève Eugène Ysaÿe (1858 - 1931), compositeur de six sonates pour violon, opus 27. Tous ces violonistes font significativement évoluer la technique du violon et l'interprétation du répertoire. Parallèlement, à part Camille Saint-Saëns et Édouard Lalo, les compositeurs romantiques français n'apportent que peu de grandes œuvres de bravoure au violon, laissant aux compositeurs germaniques le soin d'écrire les grands concertos du répertoire.

#### Grand répertoire romantique
Le XIXe siècle, en Allemagne, est l'époque de fondation du grand répertoire du violon. Les compositeurs allemands écrivent quatre des plus célèbres concertos pour l'instrument, tous toujours très joués à l'heure actuelle :
- Ludwig van Beethoven, concerto en ré majeur op. 61 ;
- Max Bruch, concerto en sol mineur op. 26 ;
- Felix Mendelssohn, concerto no 2 en mi mineur op. 64 ;
- Johannes Brahms, concerto en ré majeur op. 77.

On peut également souligner la composition des 10 sonates pour violon de Beethoven, dont Le Printemps et la Sonate à Kreutzer.
Hors d'Allemagne, Piotr Ilitch Tchaïkovski compose en 1878 son concerto pour violon en ré majeur, Antonín Dvořák, en 1879, son concerto en la mineur op. 53 (B108). Pablo de Sarasate, virtuose renommé, écrit plusieurs morceaux de bravoure, mettant en valeur sa brillante technique ; parmi eux, la Fantaisie de concert sur des thèmes de Carmen, Zigeunerweisen ou encore la Habanera.

### XXesiècle
Le XXe siècle continue à consolider la place du violon dans le répertoire classique. Bien que de nouveaux styles apparaissent, et que l'avant-garde futuriste rejette les « vieux instruments », de nombreux compositeurs ajoutent leur contribution au répertoire violonistique. Le siècle s'ouvre avec le concerto en ré mineur, op. 47 de Jean Sibelius, datant de 1903 et qui restera le concerto du XXe siècle le plus joué et probablement le plus admiré. Il se poursuit avec Sergeï Prokofiev et ses Concerto no 1 en ré majeur (1916) et no 2 en sol mineur (1935), Georges Enesco et sa Sonate dans le caractère populaire roumain (1926) ou Maurice Ravel et sa Sonate pour violon et piano (1922-27) ainsi que Tzigane (1924). Le grand violoniste Fritz Kreisler écrit de nombreuses pièces pour son instrument, notamment son Praeludium et Allegro, ses Liebesleid et Liebesfreud, le Tambourin chinois, le Caprice viennois…
Nombreux sont les compositeurs qui s'essayent, avec plus ou moins de bonheur à l'écriture d'un concerto. La production russe est sans doute une des plus importantes : les concertos de Prokofiev sont suivis par celui d'Aram Khatchaturian (1940) ; Chostakovitch en écrit un premier en 1947 et un second vingt ans plus tard. Igor Stravinsky a tenté de renouveler le genre et achevé son concerto, à Nice, en 1931.
Le XXe siècle est aussi le moment où l'on fixe la hauteur du la3, ou diapason. Celui-ci a considérablement varié au cours du temps : par exemple, entre les différents opéras d'Europe, et entre 1810 et 1860, le diapason a pris des valeurs entre 423 et 452 hertz. L'organisation internationale de normalisation fixe en 1955 le la3 à 440 Hz. Les fluctuations du la ont d'importantes conséquences sur les instruments à cordes. En effet, pour obtenir un diapason plus élevé, ce n'est pas l'épaisseur de la corde qui est modifiée mais la tension. La pression exercée sur la table varie ainsi fortement au cours du temps. La montée du la3 par rapport à celui de l'époque Stradivari entraîne un renforcement du barrage des instruments anciens pour mieux résister à la pression accrue exercée par les cordes.
Mais les années 1950 signent aussi le retour du jeu sur violon baroque (et donc souvent l'emploi d'un la3 plus bas), avec la formation du Concentus Musicus Wien par Nikolaus Harnoncourt, le pionnier du genre. S'ensuivent les mises en place de la Cappella Coloniensis par le WDR en 1954, du Collegium Aureum (1962) par le label Harmonia Mundi, du Alarius Ensemble Bruxelles (1956) et après 1972 de La Petite Bande (fondations de Sigiswald Kuijken et de son entourage), de l'Academy of Ancient Music (1973)… Les instrumentistes baroques réutilisent des violons de montage baroque qui n'ont pas été modifiés, ou des copies d'après modèles ; suivant les cas, ils y ajoutent les cordes en boyau, l'archet convexe…

## Lutherie
Un violon se compose de trois parties principales : la caisse de résonance, le manche et les cordes.

### Tailles
La longueur du violon est variable. Un violon de taille maximale est appelé un entier ou 4/4, et est destiné aux violonistes ayant atteint leur taille adulte ; il mesure généralement 59 cm de long, du bouton à l'extrémité de la tête, et la longueur du coffre est comprise entre 35 et 36 cm. Il existe une échelle non proportionnelle de longueur des violons, les violons non entiers (quart, demi, trois-quarts…) étant généralement destinés aux enfants :
| appellation                                 | longueur de coffre (cm) |
| ------------------------------------------- | ----------------------- |
| 1/32 (trente-deuxième)                      |                         |
| 1/16 (seizième)                             |                         |
| 1/10 (dixième)                              |                         |
| 1/8 (huitième)                              |                         |
| 1/4 (quart)                                 | 26–27                   |
| 1/2 (demi)                                  | 30–32                   |
| 3/4 (trois-quarts)                          | 33–34                   |
| 7/8 (sept-huitièmes, ou « violon de dame ») | 34–35                   |

L'existence de violons de petite taille est avérée au moins depuis le milieu du XIXe siècle.

### Essences

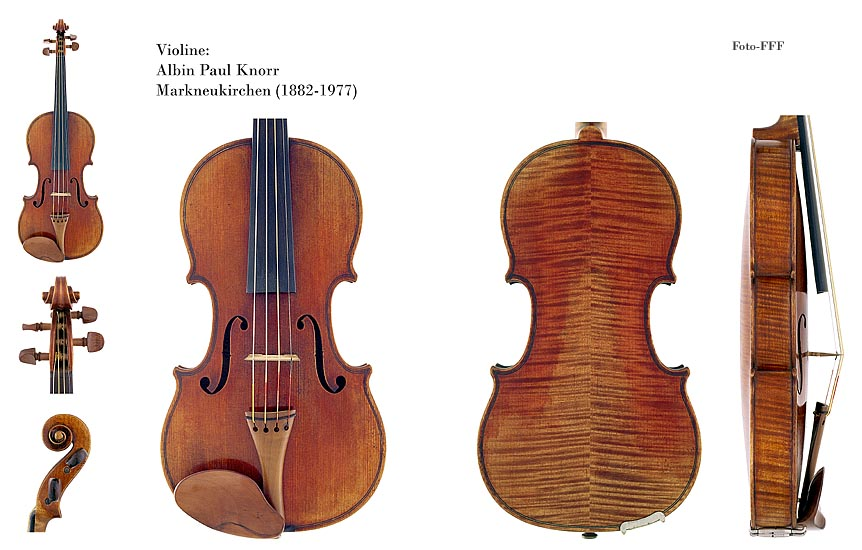
Violon, tête (chevillier) de face, de profil, table d'harmonie, dos, violon de profil.

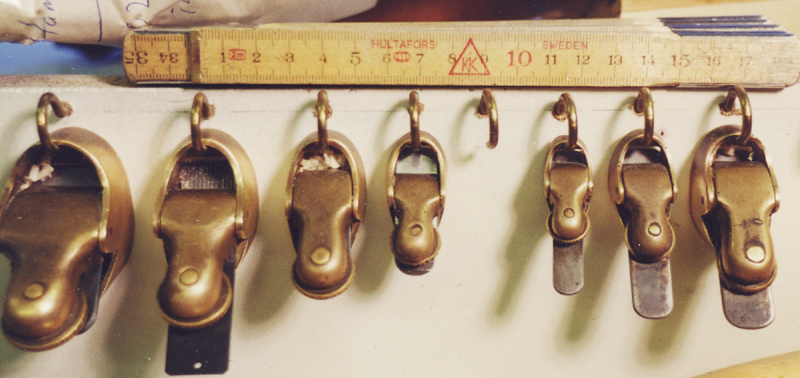
Les rabots utilisés. Le plus petit (troisième en partant de la droite), de moins de 1 cm de large, est appelé noisette.

Les luthiers sont les artisans qui créent et entretiennent les instruments à cordes. Les plus connus sont Antonio Stradivari, la famille Amati, la famille Guarneri, Jean-Baptiste Vuillaume et Nicolas Lupot qui tous deux ont reçu le surnom de Stradivarius français. Certaines de leurs créations sont restées célèbres.
L'influence du bois utilisé a été étudiée. Étant un composant de l'instrument largement majoritaire face au vernis, son rôle semblait devoir être également prépondérant. De nombreuses hypothèses ont été échafaudées, certains allant jusqu'à supposer que le bois des violons provenait de la charpente de cathédrales ou de châteaux, ce qui lui aurait donné un âge exceptionnel. Lloyd Burckle et Henri Grissino-Mayer ont quant à eux fait l'hypothèse que le bois utilisé par les grands maîtres italiens provenait des vingt années précédant le minimum de Maunder additionnés au minimum lui-même. Ce minimum de Maunder est une période de froid intense qui a eu lieu en Europe ; avec les vingt années précédentes, cela correspond à la période 1625-1715. Selon les deux auteurs, ce froid aurait provoqué une pousse ralentie des arbres, leur conférant une densité de cernes de croissance par unité de longueur élevée. Mais cette hypothèse a été également rejetée à cause des temps de séchage probablement adoptés par les luthiers italiens, et les auteurs reconnaissent eux-mêmes qu'aucun traitement particulier (séchage, stockage ou vernis) n'a jamais été identifié comme cause certaine de supériorité,.
Joseph Nagyvary et son équipe ont analysé le bois de cinq instruments (dont un Stradivarius et un Guarnerius) datant d'entre 1717 et 1840. « Dans deux des instruments censés être des merveilles d'acoustique, le bois a été traité par des produits chimiques », d'après Nagyvary : des molécules d'hémicellulose ont été brisées à la suite de l'oxydation causée par un pesticide. Selon le chercheur, le bois aurait été bouilli dans de l'eau chimiquement traitée, dans le but de protéger l'instrument contre les vers et les moisissures. Modifiant la structure du bois, cette opération aurait donc eu des répercussions inattendues. Mais l'agent oxydant employé reste inconnu.
Les bois utilisés sont :
- l'épicéa commun, du Tyrol ou de Suisse, à fibres rectilignes espacées d'un millimètre, pour la table, la barre, l'âme, les contre-éclisses, les tasseaux et les coins ;
- l'érable sycomore, de Bohême, de Dalmatie ou de Hongrie, coupé « sur sens », pour le fond, les éclisses et le manche ;
- l'ébène de l'île Maurice pour la touche, le cordier et le sillet ;
- le palissandre pour les chevilles et le bouton ;
- l'alisier pour les filets.

L'érable a été choisi parce qu'il n'est pas trop lourd, et il est dur et élastique en même temps. Certains auteurs de lutherie classique prétendent que le peuplier ou le frêne, utilisés par les anciens luthiers italiens, ont été écartés car trop mous et donnant des sons creux et en dedans, de même Tolbecque critique lui aussi les vieux fonds en peuplier.
Or on sait que ces considérations sont très subjectives et sujettes à interprétation personnelle, le son n'étant pas uniquement le résultat d'une ou deux données mécaniques du bois, d'autant plus que certaines informations étaient erronées autrefois : le frêne européen par exemple, fraxinus excelsior, n'est pas un bois mou, il est plus dur que l'érable sycomore,. Le bois du peuplier lui, est bien mou, mais est utilisé dans d'autres domaines de la lutherie classique.
Les bois doivent être vieillis avant d'être utilisés, dans un endroit plutôt froid et à l'abri de l'humidité, du vent, de la poussière et des insectes xylophages.

### Étapes de fabrication

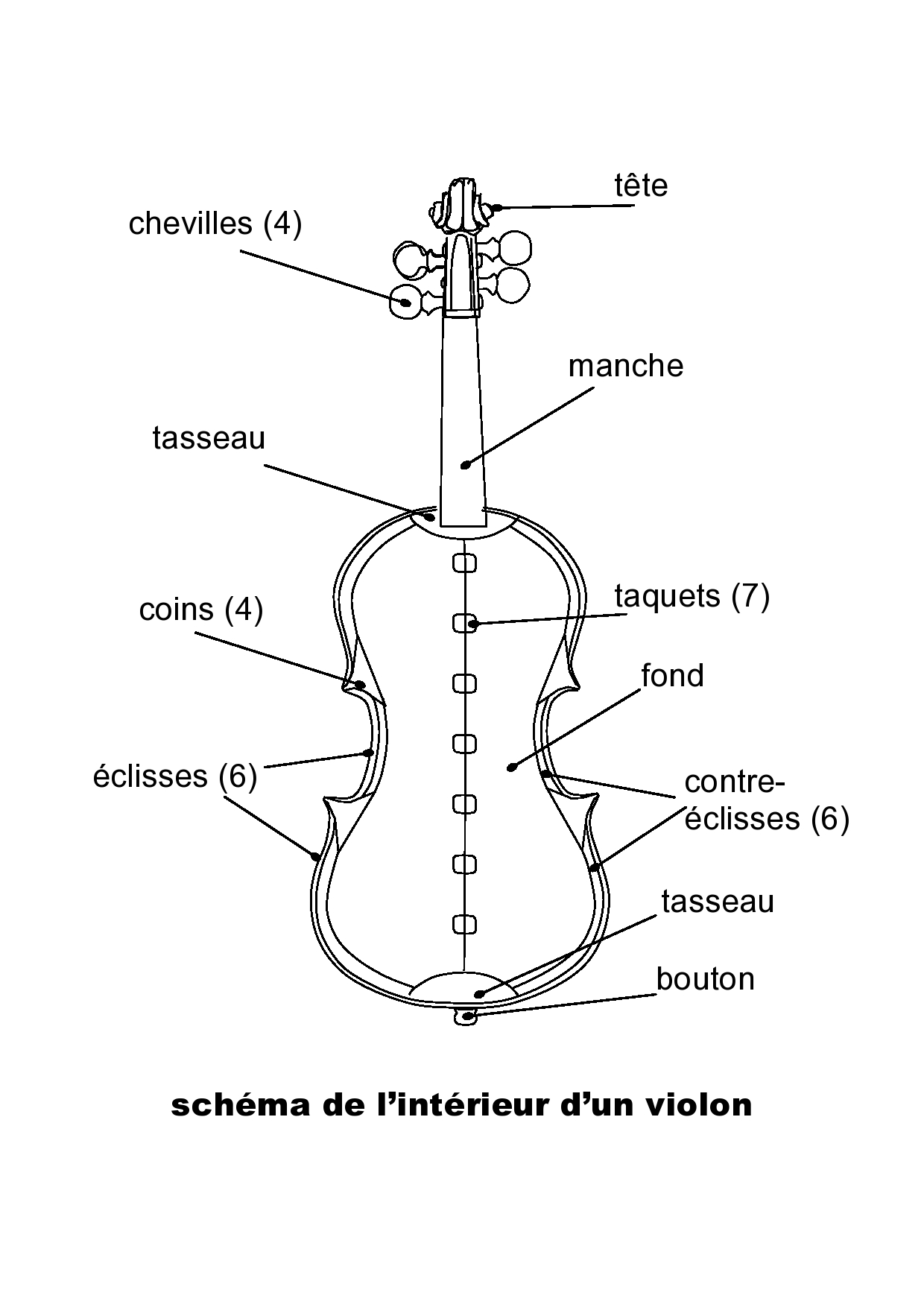
(noter les diverses pièces de bois et leur nombre entre parenthèses).

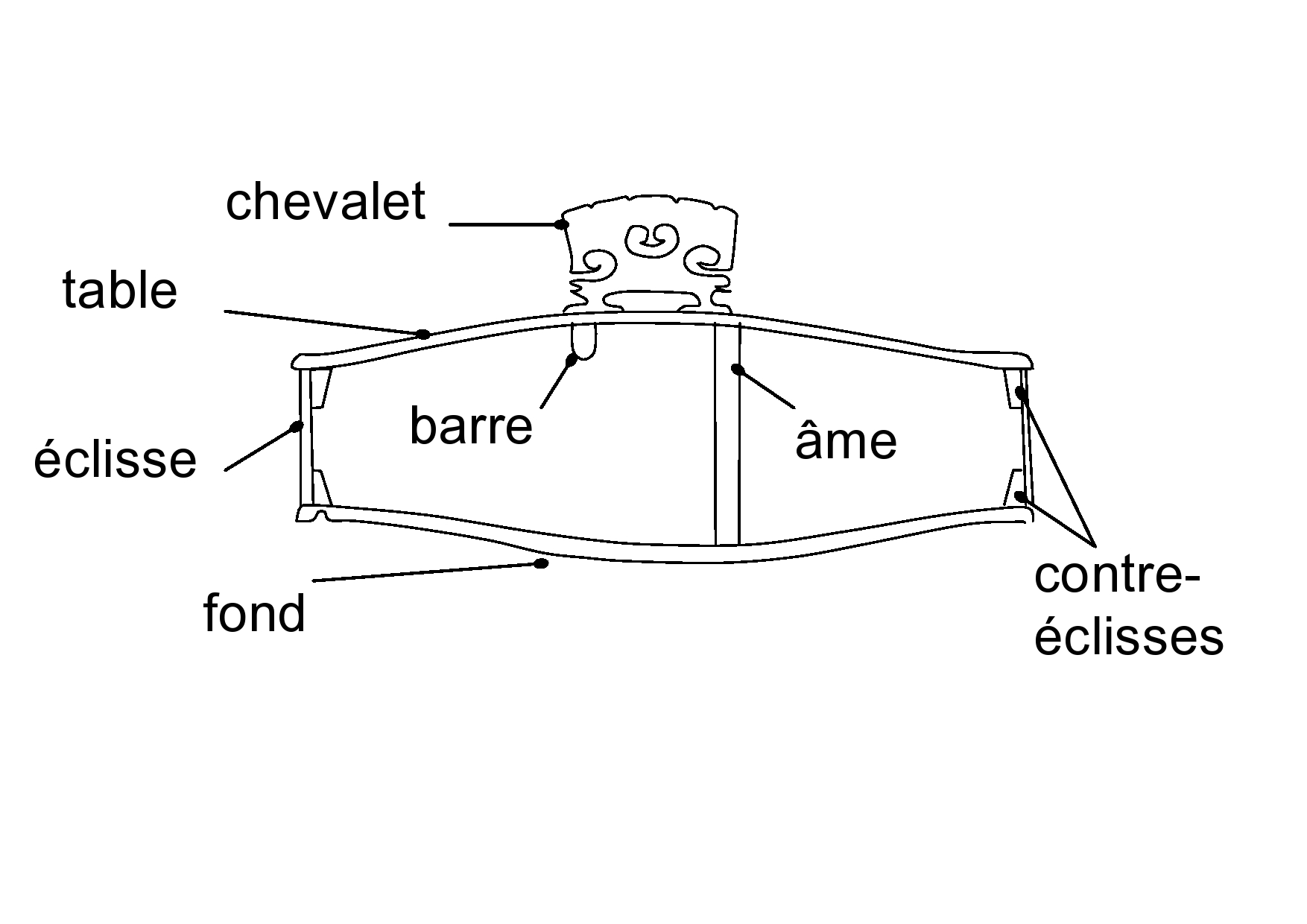
coupe de la caisse. Noter les pieds du chevalet situés à la verticale de la barre et de l'âme.

Pour pouvoir reproduire un modèle de violon, le luthier fabrique des gabarits et un moule : pour le contour de la table, pour les ouïes, pour l'épaisseur de la voûte, pour la tête.
La table et le fond sont formés ; le plus souvent la table est constituée de deux pièces afin d'assurer une symétrie des largeurs des fibres de part et d'autre de l'axe central pour des raisons de sonorité, tandis que le fond peut être d'une ou de deux pièces selon le choix arbitraire du luthier. Les tables et fonds en deux parties sont obtenus à partir d'un morceau fendu en deux. Le luthier trace une ébauche de la forme de la voûte et détermine les contours exacts de la table et du fond.

Bille initiale.
Bille coupée « sur sens » (ou « sur maille »). Les quartiers sont divisés verticalement.
Les deux parts symétriques sont collées pour former fond ou table.

Une fois les contours de la table et du fond découpés (à la scie à chantourner par exemple) puis affinés (canif, lime), le luthier procède à l'élaboration des voutes. À l'aide de larges gouges d'abord, puis de rabots « noisettes » ensuite, les voutes sont ébauchées. On procède aux finitions en utilisant des racloirs de diverses formes, jusqu'à l'obtention des voutes désirées dont le galbe revêt beaucoup d'importance dans la production de la sonorité.
L'étape du filetage consiste à poser les filets à 4 à 5 mm du bord. Ce sont trois fines lignes qui ont, en plus d'un rôle décoratif, un rôle de protection contre les chocs, susceptibles d'amorcer des fissures  dans le sens du fil du bois : les filets préviennent la propagation de telles fissures. Les deux lignes noires peuvent être en alisier teint, en ébène, en poirier, voire en baleine ou en cellulose issue du carton et compressée. La partie blanche peut être en houx, en buis ou en charme. Ils sont dans certains cas inexistants, et ne figurent alors que les emplacements creusés des deux filets noirs ; enfin, dans l'état de finition le moins avancé, ils ne sont que peints à l'encre de Chine. Certains luthiers, comme Maggini ont utilisé des doubles filets : il semble que cette technique soit purement décorative.
Puis le luthier creuse le fond au rabot et à la gouge et place sept taquets (petites pièces de bois) sur celui-ci au niveau du joint (s'il y en a un), afin de le consolider. Il donne au fond son galbe définitif.
La même étape de creusage a lieu sur la table et les ouïes sont percées. La barre d'harmonie est alors placée ; il s'agit d'une longue pièce de bois, placée sous la table au niveau du pied gauche du chevalet. Elle sert à aider le violon à vibrer, et à résister à l'importante pression exercée par les cordes.
En vue de l'assemblage du fond et de la table, pour former une caisse de résonance, on en construit les bords verticaux que sont les éclisses. Contrairement à la table, l'orientation des fibres du bois n'a ici qu'un rôle décoratif. Les éclisses sont cintrées au fer chaud. Puis on les assemble sur une forme au moyen de petites pièces de soutien qui contribueront à la rigidité de la caisse de résonance : tasseaux, coins, contre-éclisses.
Le manche et la touche sont les dernières grandes pièces à réaliser. L'étape délicate de la conception du manche est la taille de la volute, car le modèle utilisé est difficile à appliquer à la pièce à cause du relief (la volute « monte » en même temps qu'elle « tourne »). On creuse le chevillier, partie où passent les cordes, entre le sillet et les chevilles ; dans certains cas, il a même été creusé entièrement, sans que cela ait d'autre incidence qu'esthétique. On taille la touche, large de 25 mm au niveau du sillet, de 49 côté chevalet, et arrondie comme le chevalet.
Puis vient l'assemblage global : on colle le fond sur les éclisses puis, après avoir retiré la forme, on fixe la table et enfin on enclave le manche dans le corps du violon en forçant un peu et on le colle. On fixe alors la touche au manche avec quelques gouttes de colle, afin qu'elle tienne le temps de concevoir le sillet (que l'on ne fixe lui aussi que très légèrement) et de tailler proprement le manche. Puis on fait sauter touche et sillet : l'instrument est terminé en blanc. On procède à l'encollage, c'est-à-dire que l'on enduit le violon d'une sous-couche empêchant le vernis de pénétrer dans les pores du bois. Cette sous-couche peut être à base de gélatine, de blanc d'œuf, d'huile… Le violon peut à présent être verni.
Le luthier recolle alors la touche, taille et place les chevilles, puis le bouton. Vient ensuite la taille et la pose de l'âme, située en largeur au niveau du pied droit du chevalet, et en longueur à 3 mm en arrière de celui-ci. Le luthier vernit le manche avec un vernis peu coloré et plus résistant aux frottements de la main et à la sueur. Enfin, il retaille le chevalet brut fourni par le fabricant et le place en même temps qu'il installe les cordes. Ce chevalet est de forme bombée pour permettre le contact de l'archet avec une corde ou au maximum deux simultanément dans les passages à double cordes, les accords sur 4 cordes étant arpégés, sauf cas particulier d'utilisation d'un archet courbe dans l'exécution de pièces de musique baroque. 
Le violon est à présent terminé, et ne restent plus à faire que des réglages de la sonorité.

### Vernis
| 1.Fond. 2.Table. 3.Tasseau avant. 4.Trou du bouton. | 5.Âme. 6.Ouïe. 7.Éclisse. 8.Coin. | 9.Tasseau arrière. 10.Barre d'harmonie. |

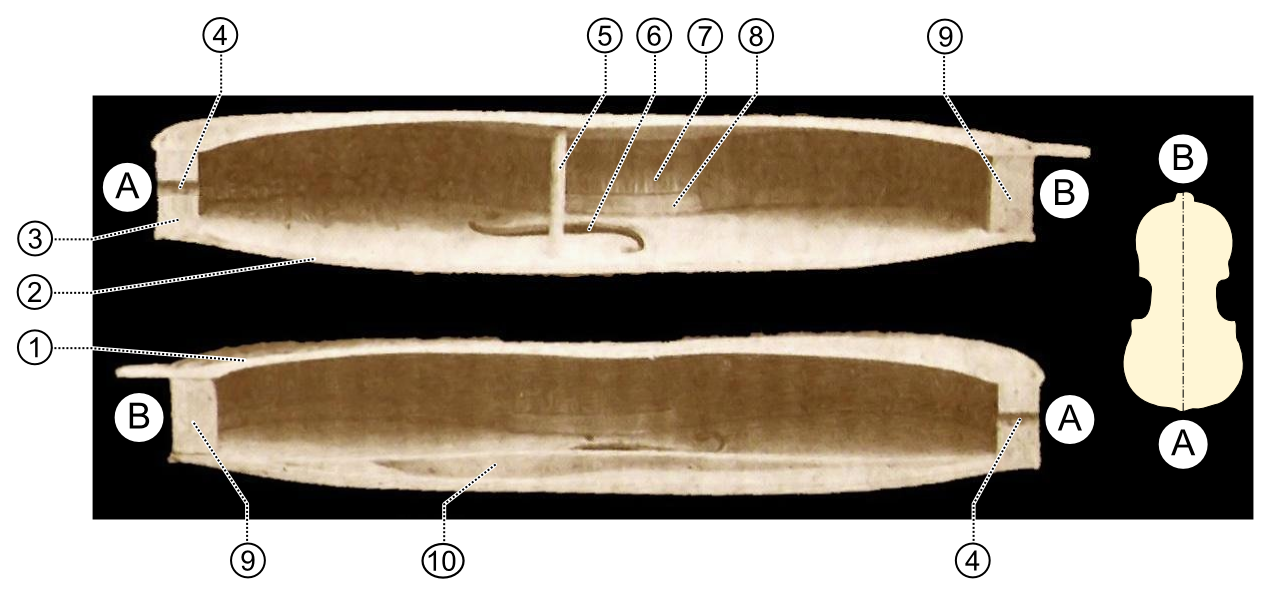
Vue en coupe de la caisse de résonance d'un violon non verni.

Le vernis a un rôle esthétique et un rôle de protection contre l'humidité due à la sueur du violoniste et à l'air ambiant, dont l'hygrométrie est variable. Plusieurs recettes de vernis existent : à l'alcool, à l'huile de lin, à l'essence grasse (procédé Mailand), propolis… La technique consiste en un mélange variable de solvant et de laques, essence de térébenthine, résines, gommes et colorants, que l'on applique en couches successives sur le violon, et que l'on polit (d'où l'intérêt d'ôter la touche, afin de pouvoir polir le vernis situé sous son emplacement).
Le vernis peut avoir différentes teintes, extrêmement variables d'un cas à l'autre suivant les colorants utilisés, l'usure et la patine. Ainsi, il peut aller du jaune doré pour les Amati au rouge brun des  Bergonzi en passant par l'orange foncé pour les Stradivarius ou le brun terne des instruments bas de gamme de l'école allemande du XIXe siècle. L'influence du vernis sur la sonorité a été âprement discutée. La recette utilisée par l'école de Crémone ayant été perdue, et les luthiers cherchant la ou les causes de la qualité des violons issus de celle-ci, on a supposé que le vernis jouait un rôle essentiel dans la sonorité du violon. Le temps nécessaire à la fabrication d'un violon est délicat à estimer, car il dépend de l'expérience de l'artisan. On considère qu'un artisan confirmé fabrique un violon en 30 à 45 jours, le bois étant déjà sec. L'étape la plus longue à réaliser est le vernissage, car chacune des nombreuses couches n'est appliquée qu'après le séchage de la précédente, or il peut y avoir jusqu'à trente applications successives.
Un violon à l'état brut, sans vernis, se nommera violon sylvicole ou tout simplement un violon en blanc.

### Caisse de résonance

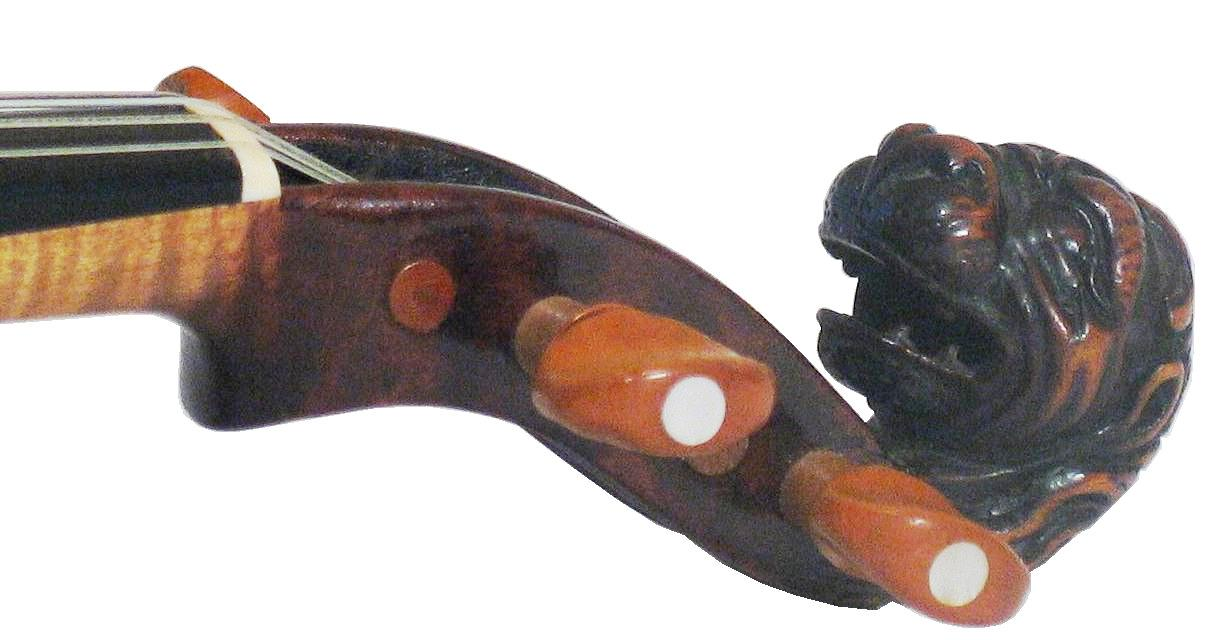
La volute peut avoir une forme originale sur certains violons.

La fonction de la caisse de résonance est d'amplifier le son provoqué par la vibration des cordes. La face supérieure d'un violon est appelée table d'harmonie. Faite (le plus souvent) de deux morceaux d'épicéa collés dans le sens de la longueur, elle est bombée et percée de deux orifices en formes de ƒ, les ouïes, qui ont pour vocation de libérer les vibrations provenant de la caisse de résonance. La face inférieure, communément appelée le « dos » ou le « fond », est formée d'une pièce en érable, ou de deux pièces collées ensemble dans le sens de la longueur. Elle est également bombée mais souvent dans une moindre mesure. Sur les bords des deux faces, on distingue une double ligne noire enserrant une ligne de même couleur que la table (blanche avant le vernissage) : les filets.
Les flancs en érable, appelées éclisses, réunissent la table d'harmonie et le fond afin de former une boîte qui forme la caisse de résonance. Au niveau du chevalet, les côtés du violon sont en forme de C (en creux vers l'intérieur) : ce sont les échancrures, dont le but est de permettre le passage de l'archet. Les petites pointes à leurs extrémités se nomment les onglets. À l'intérieur du violon, on trouve l'âme et la barre d'harmonie, qui jouent un rôle essentiel dans la transmission des vibrations des cordes et dans la résistance face à la pression qu'exercent les cordes.
C'est dans la caisse de résonance que l'on trouve l'étiquette mentionnant le nom du luthier fabricant et l'année de fabrication.

### Manche
Il permet d'obtenir la bonne longueur de cordes, d'ajuster la tension de celles-ci et autorise le jeu du violoniste. Il s'agit d'une pièce d'érable terminée par la tête, décorée d'un ornement en forme de spirale, la volute. Dans la construction baroque et classique, jusque vers 1800, le manche du violon était ajusté contre le tasseau et cloué à lui. Maintenant il est enclavé et collé dans le tasseau supérieur. Sur la tête, des chevilles sont fixées latéralement afin de contrôler la tension des cordes. Facilement reconnaissable par sa couleur noire, une longue plaque d'ébène, la touche, non frettée, est collée sur le manche. La touche est terminée au niveau de la tête du violon par le sillet, petite pièce en ébène qui fait office de guide pour les cordes.
La volute peut également servir à poser un violon sur un support de partitions.

### Cordes

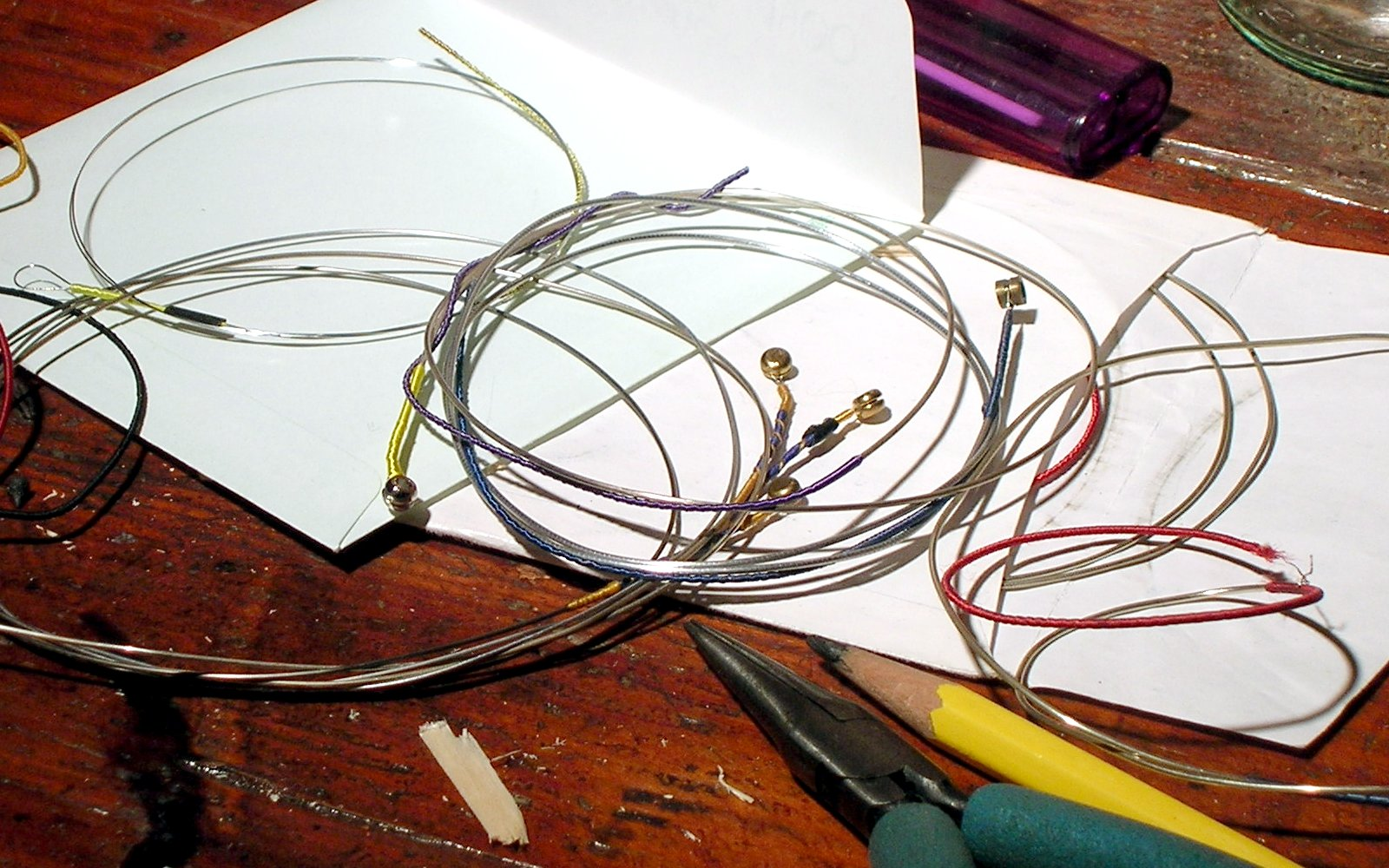
Différentes cordes de violon.

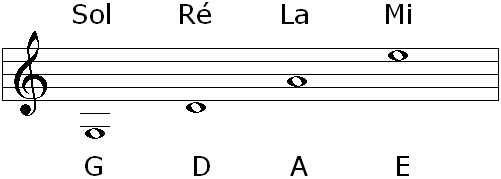
L'accord habituel d'un violon.

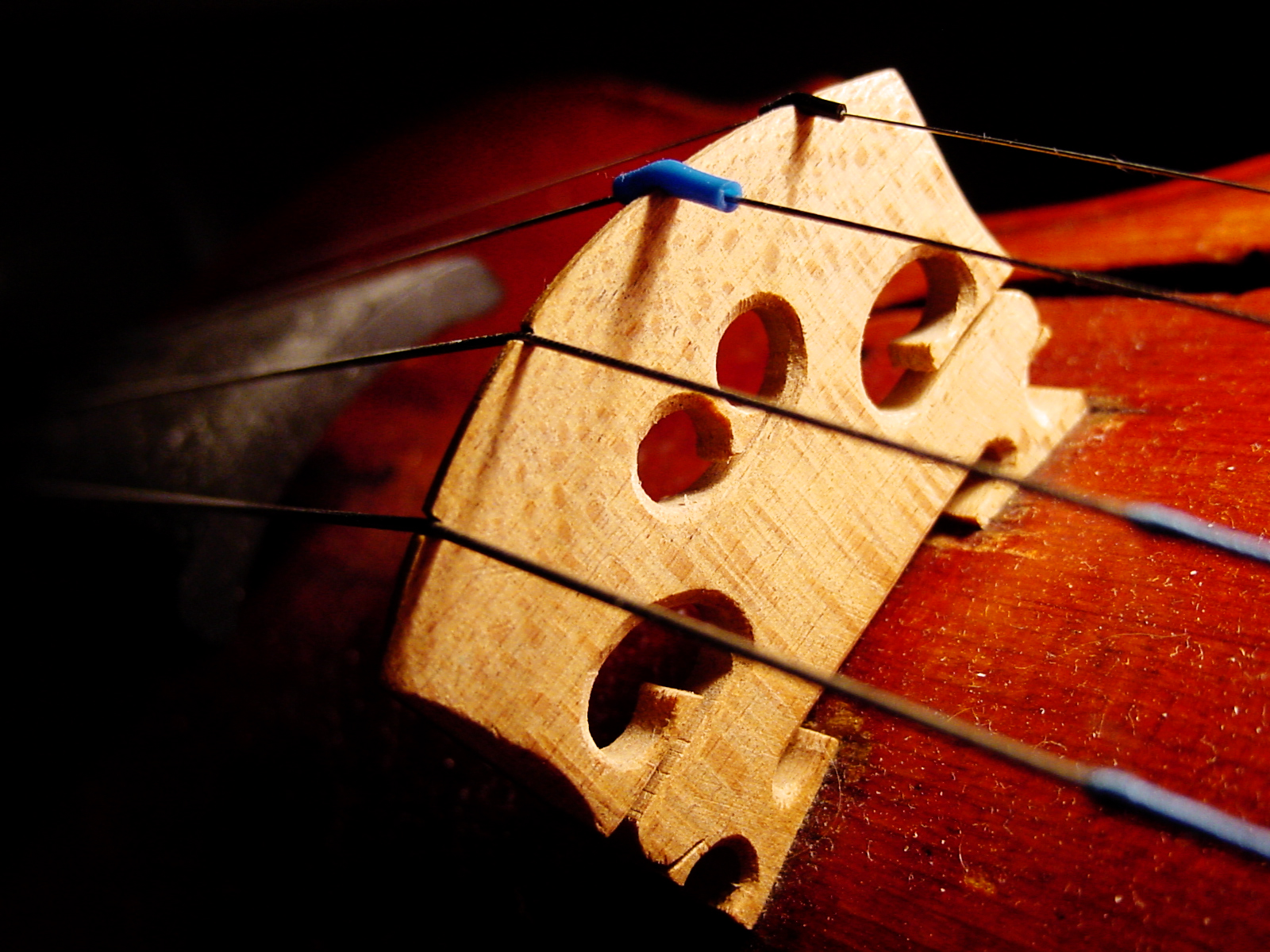
Vue du chevalet et des petits tubes de plastique autour des cordes de la et mi.

Les quatre cordes sont la partie du violon qui, mise en vibration par l'archet ou par les doigts, produit le son. Les cordes, de la plus grave à la plus aiguë, sont accordées à la quinte de la manière suivante : sol, ré, la et mi. On accorde le violon soit avec les chevilles, qui sont situées sur la volute (tête du violon), ou avec les vis (les tendeurs), qui elles, sont situées sur le cordier. Il faut savoir que l'accordage par les tendeurs est plus subtil, et plus facile pour les débutants. On peut cependant accorder le violon autrement pour obtenir un effet, la scordatura.
Pendant une très longue période, les cordes étaient en boyaux et seule la corde de sol était entourée d'un fil d'argent ou de cuivre (elle était dite « filée »). Le boyau employé n'était pas de chat comme le veut une idée très populaire. Cette erreur est par exemple reprise dans la définition humoristique du violon donnée par Ambrose Bierce dans son Dictionnaire du diable de 1911 : « Violon : instrument destiné à chatouiller les oreilles de l'homme par le frottement de la queue d'un cheval sur les boyaux d'un chat ».
L'erreur pourrait provenir d'une compréhension trop littérale de catgut, corde de boyau utilisée en chirurgie. En réalité, on emploie pour fabriquer les cordes en boyau la tunique médiane de l'intestin grêle du mouton, dont les fibres sont résistantes. Plusieurs fils obtenus par découpage dans le sens de la longueur sont tordus ensemble, et la tunique médiane est si fine que les intestins grêles de quatre à cinq moutons sont nécessaires pour faire environ vingt-cinq cordes de la.
Une corde de boyau doit être dans toute sa longueur cylindrique, de même diamètre, élastique, d'une souplesse régulière et de couleur transparente. Un épaississement ou une densité irrégulière de la structure du matériau empêchent un accord tout à fait juste. La justesse d'une corde ne s'évalue sur la régularité du diamètre que si elle est de densité régulière, cette dernière condition n'étant remplie que pour les cordes de bonne qualité.
Au début du XXe siècle, la corde de mi fut remplacée par un fil d'acier, car elle se brisait trop souvent. Plus tard, on a également muni d'un enroulement d'aluminium les cordes de la et de ré, dont le noyau est en boyau ou en matière synthétique, tel que l'hydronalium (en) (alliage d'aluminium et de magnésium résistant à la corrosion due à la sueur). Cette dernière solution est maintenant privilégiée (sauf pour la musique ancienne) : elle est moins sensible au désaccord ; elle n'est pas aussi exigeante lors de la fabrication, et peut donc être réalisée de manière industrielle. On utilise également beaucoup des cordes basses filées à noyau d'acier, qui produisent une sonorité claire mais sèche. Pour accorder plus facilement les cordes d'acier, beaucoup plus sensibles à la tension, ont été mis au point des mécanismes à vis spéciaux, fixés au cordier, les tendeurs, petites molettes fines.
Si toutes les cordes avaient le même diamètre, la tension devrait diminuer pour les cordes basses. La répartition de la pression sur la table serait alors irrégulière et la sonorité des cordes basses insatisfaisante à cause de la faiblesse de résonance. C'est pourquoi les cordes ont des diamètres différents, mais une tension presque égale. On tend plus fortement la corde de mi, qui repose sur le pied droit du chevalet afin de lui conférer un volume sonore et un éclat accrus. Un violon de type Stradivarius pèse entre 355 et 365 g tout compris ; la table, 55 g, et le fond, 90 g, doivent résister, par l'intermédiaire des éclisses, à la tension des cordes égale à 27 kilogrammes. Comme dans le cas du violon la pression transmise à la table vaut 0,140 kg par kg de tension, on trouve une pression exercée sur la table valant 3,78 kg.
Autrefois on désignait sous le nom de bourdon la corde de sol. On en trouve la trace dans la traduction de la méthode de Leopold Mozart par exemple. Actuellement, on note les cordes de I à IV, la première corde étant celle de mi, également nommée chanterelle.
Yehudi Menuhin dit des cordes : « La corde de sol, la plus grave, suscite une sonorité riche, profonde, et inspire un sentiment de noblesse. La corde de ré se distingue par son caractère plus passionné, plus vif. La corde de la s'ouvre et s'épanouit dans l'espace. La plus brillante et la plus extravertie des quatre est la corde de mi. »

### Montage
Le chevalet est une planchette sculptée en érable sycomore placée perpendiculairement à la table d'harmonie entre les ouïes et qui assure deux fonctions. Il maintient les cordes dans une configuration arquée (les cordes ne sont pas dans un même plan), permettant que chacune puisse être frottée séparément. Il a également une influence sur la sonorité du violon, car il communique les vibrations des cordes à la table d'harmonie. Tout comme l'âme, cette pièce n'est pas collée à l'instrument, mais maintenue en place par la seule pression des cordes.
Les quatre cordes peuvent être accordées au niveau de la tête grâce aux chevilles ; à la base du violon, les tendeurs permettent un accord plus fin. Ces tendeurs sont attachés au cordier, pièce noire en ébène fixée à la caisse par un bouton.

### Valeur des instruments
Le prix d'un violon est très variable. Ainsi, un violon d'usine fabriqué en Chine dans les années 1980, vendu avec mentonnière et étui, coutait moins de 1 000 francs. À l'opposé, les anciens violons des grands luthiers crémonais Antonio Stradivari ou Giuseppe Guarneri del Gesù atteignent des sommes considérables lors de ventes aux enchères. Par exemple, un Guarnerius del Gesù de 1742 joué par Yehudi Menuhin a été vendu en 1999 à Zurich pour plus de 2,6 millions de dollars. Les Stradivarius Lady Blunt et Da Vinci se sont eux vendus à plus de 15 millions de dollars en 2011 et 2022,. Entre ces extrêmes, de bons violons existent dans la lutherie espagnole du XVIIIe siècle ou la lutherie tchèque selon Yehudi Menuhin.

## Jeu
De très nombreuses techniques existent sur le violon pour obtenir une large palette sonore et tirer toutes les possibilités de l'instrument. Le plus souvent, on joue du violon en posant le bas de l'instrument (le côté chevalet - cordier, et non le côté manche - volute) sur la clavicule gauche, tandis que les doigts de la main gauche (excepté le pouce) appuient sur les cordes au niveau de la touche et que la main droite tient l'archet et frotte avec celui-ci les cordes. Cette façon de jouer est indépendante de la latéralisation (droitier ou gaucher)[réf. nécessaire]. Quelques violonistes jouent en posant l'instrument sur leur clavicule droite, et donc en inversant tous les gestes, mais la première manière est très largement majoritaire. Les explications qui suivent considèrent donc le cas le plus courant.

### Main droite
- Jeu habituel : legato (lié). Le violoniste frotte les cordes avec l'archet et ne différencie pas chaque note ; le jeu est très fluide. Idéalement on ne distingue pas à l'oreille de différence entre poussé et tiré. Ces deux mots viennent nommer les deux phases d'un aller-retour de l'archet : tiré quand on va du talon vers la pointe, et poussé l'inverse.
- Staccato : c'est une succession de martelés (frappés à coups répétés). On peut faire du staccato dans un même coup d'archet, ou en alternant tiré et poussé à chaque note.
- Martelé : blocage de l'archet après un laps de temps plus ou moins long qui permet de couper le son et donc de détacher chaque note. À l'attaque, l’archet est collé à la corde, puis on allège brutalement la pression, libérant l'archet, et on joue avec la vitesse de l'archet ; à la pointe (ou à tout autre endroit où l'on a décidé de stopper la note), l'archet se repose sur la corde avec uniquement une pression de l'index.
- Sauts. La forme de la baguette de l'archet, légèrement courbe, donne au jeu la possibilité de nombreux sauts :
  - Ricochet : lorsque l'archet rebondit sur la corde plusieurs fois en un coup d'archet, c'est un ricochet. La vitesse d'un ricochet est variable, selon le point de lancement (vers la pointe, on obtient un ricochet rapide) et selon la hauteur du rebond ;
  - Saltato, soit sautillé. L'archet, placé au milieu, se met naturellement à sautiller (à perdre brièvement le contact avec la corde) dès que l'on alterne tiré et poussé assez vite, et avec une pression plutôt faible de l'index ;
  - Spiccato : dans le premier tiers ou le deuxième quart de l'archet, il s'agit de faire sauter l'archet par un mouvement d'aller-retour du poignet (et non du bras entier), qui doit rester très souple.
- Doubles cordes, accords. L'archet peut être placé sur deux cordes voisines, et l'on peut jouer simultanément deux parties différentes. Le violoniste peut aussi, en appuyant un peu plus sur l'archet, mettre trois cordes quasiment dans un même plan et jouer un accord de 3 notes presque en un même moment. Pour les accords de quatre cordes on arpège l'accord, c'est-à-dire que l'on joue deux doubles cordes à la suite (sol-ré en même temps, suivies de la-mi en même temps). Des variantes pour s'accommoder au style de la pièce ont parfois lieu, particulièrement pour les accords dans les morceaux baroques.
- Pincement. Avec le pizzicato (ou pizz), le violoniste pince les cordes avec la main droite. Cette technique est généralement utilisée pour les accompagnements ou les pièces de jazz.
- Placement. On peut placer l'archet à différents endroits, notamment :
  - à mi-chemin entre le chevalet et la touche (habituel) ;
  - près du chevalet, pour gagner en puissance et en corps ;
  - quasiment sur le chevalet (sul ponticello), pour un son très sifflant, fébrile, très aigu, parfois faible ;
  - sur la touche (sul tasto), pour un son lointain et distant, parfois qualifié de blanc.
- Col legno : ce ne sont plus les crins qui sont en contact avec la corde, mais le bois de l'archet. L'effet obtenu en frottant alors la corde n'ayant que peu d'intérêt (le son est quasiment imperceptible), il s'agit plus souvent de frapper la corde, pour obtenir un remarquable aspect percussif. Cette technique est notamment restée célèbre grâce à la pièce Mars, issue des Planètes, de Holst.
- Bariolages. Il s'agit de passer rapidement d'une corde à sa voisine. On peut alors jouer des notes à un rythme très élevé ; le bariolage sur les cordes sol - ré - la - mi / mi - la - ré - sol est très usuel.
- Tremolo. Redoublement très rapide (sans rythme mesuré) d'une note. Son exécution a généralement lieu, pour des questions de facilité, vers la pointe et uniquement avec le poignet (et non tout le bras).
- Dans les années 1970-75, Jo Venuti a été vu et entendu jouer sur les quatre cordes de son violon simultanément. Il détachait la mèche du côté de la hausse, réalisant ainsi une sorte de fouet. Il passait ensuite ce « fouet » sous le violon. La mèche revenait alors au-dessus des cordes. Il tenait alors la virole avec la baguette et tendait plus ou moins la mèche.

### Main gauche

Notes et positions des doigts en première position.

- Jeu habituel : les doigts de la main gauche viennent appuyer la corde sur la touche de manière à raccourcir la longueur de celle-ci. La longueur, avec la tension, détermine la hauteur de la note.

La même note jouée sur deux cordes différentes, sonne avec une couleur différente, plus ou moins « chaude ». Ces différences sont exploitées par le violoniste en fonction de l'effet recherché. Le pouce servant à tenir le manche, les doigts sont désignés du premier au quatrième, l'index étant le premier doigt, alors que les violoncellistes, au contraire, utilisent le pouce pour jouer une note se situant au-dessus de la caisse de résonance.
- Démanché. Technique essentielle, elle consiste à déplacer la main gauche le long du manche, ce qui permet de jouer des notes plus aigües sur une même corde. C'est ce système qui permet au violon d'ajouter deux octaves à son étendue déjà établie de deux octaves et deux tons. Les distances à parcourir par la main gauche sont codifiées par un système de positions.
- Vibrato. Le vibrato est réalisé par le mouvement du poignet, de l'avant bras et celui du bout du doigt, d'avant en arrière, sur la corde. La hauteur de la note est ainsi modifiée, descendant en deçà de la valeur normale de la note puis remontant. La vitesse et l'amplitude du vibrato sont choisies afin que le caractère du morceau soit le mieux reflété ; ces deux éléments sont indépendants et on peut ainsi créer plusieurs variantes avec de différentes combinaisons de vitesse et amplitude. L'amplitude maximale usuelle en musique classique est très inférieure au demi-ton.
- Trilles et batteries : ces techniques consistent en l'alternance très rapide de deux notes séparées d'intervalles allant de la seconde mineure (demi-ton) jusqu'à la quarte augmentée (six demi-tons). Elles se pratiquent en laissant le doigt de la note de base appuyé sur le manche, pendant que l'autre doigt appuie et se redresse, de manière cyclique, plus ou moins vite, sur la note haute. La distinction entre trille et batterie se fait selon l'intervalle (inférieur ou supérieur au ton).
- Harmoniques. Parfois, on pose légèrement un doigt en un endroit précis de la corde, sans appuyer, de manière à bloquer certains modes de vibration : par exemple, en mettant le doigt au milieu de la corde, on ôte la note fondamental, et on entend alors surtout la première harmonique, une octave plus haut que la note obtenue sur cette corde à vide. En plaçant le doigt au tiers de la corde, on obtient la deuxième harmonique, une octave et une quinte plus haut. Ces notes sont appelées des harmoniques et ont des sonorités assez flûtées. La sonorité « flûtée » permet d'étendre la couleur et l'étendue des instruments à corde (exemples : dans le dernier mouvement du concerto de Sibelius, les concertos de Paganini) et cette sonorité est la raison pour laquelle dans certaines langues ces sons sont appelés « flageolet » (flageolet tone en anglais, Flageoletton en allemand, ou simplement flažolet en tchèque).
- Doubles cordes. Le violoniste apprend progressivement à commander chaque doigt séparément et avec précision, jusqu'à enchaîner des notes différentes sur deux cordes, ou à placer ses quatre doigts en même temps chacun sur une corde et à en changer les positions plusieurs fois à la suite. C'est un exercice particulièrement exigeant de justesse.
- Pizz main gauche. Il s'agit de pincer la corde avec les doigts de la main gauche. Ainsi, on pince avec le 4e doigt si l'on joue avec le 3e, avec le 3e si l'on joue avec le 2e, et ainsi de suite, l'archet étant utilisé si l'on joue avec le 4e doigt (jouant ainsi le rôle du « doigt supplémentaire »). Fréquemment utilisé dans des morceaux de bravoure (exemple : le 24e Caprice de Niccolò Paganini).
- Glissando : le doigt glisse le long de la corde tout en exerçant une pression dessus. L'effet en est très caractéristique, et peut se faire sur une étendue d'environ deux octaves, du grave à l'aigu, ou inversement. On en trouve de brillants exemples chez Ravel, pour des effets figuratifs (vent, cris d'oiseaux).
- Glissando harmonique : comme son nom l'indique, mélange de deux techniques, qui consiste à faire glisser le doigt sur la corde sans exercer de pression. Le doigt effleure tour à tour les harmoniques naturelles de la corde et des fausses harmoniques, sifflantes, indistinctes et ténues. Ravel l'emploie aussi pour imiter des oiseaux, mais l'exemple le plus saisissant de ce mode de jeu est l'introduction du ballet L'Oiseau de feu de Stravinsky, celui-ci l'écrivant pour toutes les cordes.

### Accessoires de jeu

#### Mentonnière et coussin
La mentonnière et le coussin sont deux pièces pouvant s'ajouter ou s'enlever librement du violon, et dont la fonction est de faciliter l'adaptation du corps à la forme des éclisses. Le coussin se place sous le violon, et évite ainsi à la clavicule de subir trop durement le contact des bords du violon.
La mentonnière se place sur le violon, à gauche du cordier, ou l'enjambant, et comme son nom l'indique, on y place le menton. Elle permet d'éviter de mettre massivement la sueur du violoniste en contact avec la table, abîmant alors le vernis. Louis Spohr semble avoir été un des premiers à l'utiliser, en 1819. L'accessoire était à ses débuts assez grossier, s'implantant dans le tasseau avec une vis à bois. Il fut largement critiqué, comme étant « un champignon qui aurait poussé sur le bord du violon », ou étant jugé gênant, ridicule, augmentant sans raison la hauteur des éclisses, empêchant de faire corps avec l'instrument, modifiant le son du violon… Tolbecque considérait dans les années 1900 qu'il avait fallu 70 ans pour que l'usage se répande, et qu'il était à présent tout à fait adopté. C'est cependant inexact, les instrumentistes de musique traditionnelle (par exemple en musique cadienne) jouent souvent le violon posé contre le haut de la poitrine, et donc n'ont pas besoin de mentonnière. Quant aux Tsiganes, ils jouent souvent les contre-temps le violon en l'air, la table basculant de l'horizontale à la verticale (l'axe du violon conserve son orientation habituelle).

#### Sourdines
La sourdine se place sur le chevalet. Son action consiste à ajouter de la masse au chevalet ce qui restreint la transmission des vibrations des cordes au chevalet et donc à la caisse de résonance via l'âme. Le but premier de la sourdine est de réduire l'intensité sonore du violon, mais ce n'est pas son seul effet. La sourdine permet aussi de modifier le timbre de l'instrument. Il existe deux catégories de sourdines : les sourdines d'orchestre et les sourdines d'appartement. Les sourdines d'orchestre (petites sourdines en caoutchouc ou en ébène) utilisées à l'orchestre donnent un timbre plus doux et feutré. Les sourdines d'appartement (sourdines peigne en caoutchouc ou en plomb qui sont beaucoup plus lourdes) ont pour but de réduire l'intensité sonore au maximum pour ne pas déranger les voisins.
Par exemple : une simple pince à linge ; un petit morceau de caoutchouc posé sur le chevalet entre les cordes de ré et de la ; une plus large bande (à quatre branches), recouvrant entièrement le dessus du chevalet, du sol au mi ; un modèle métallique (le plus puissant : en plomb).

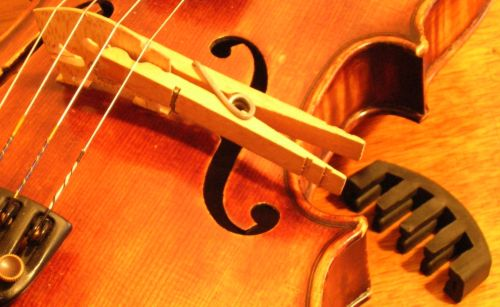
Deux types de sourdine : une simple pince à linge ; une sourdine en caoutchouc.
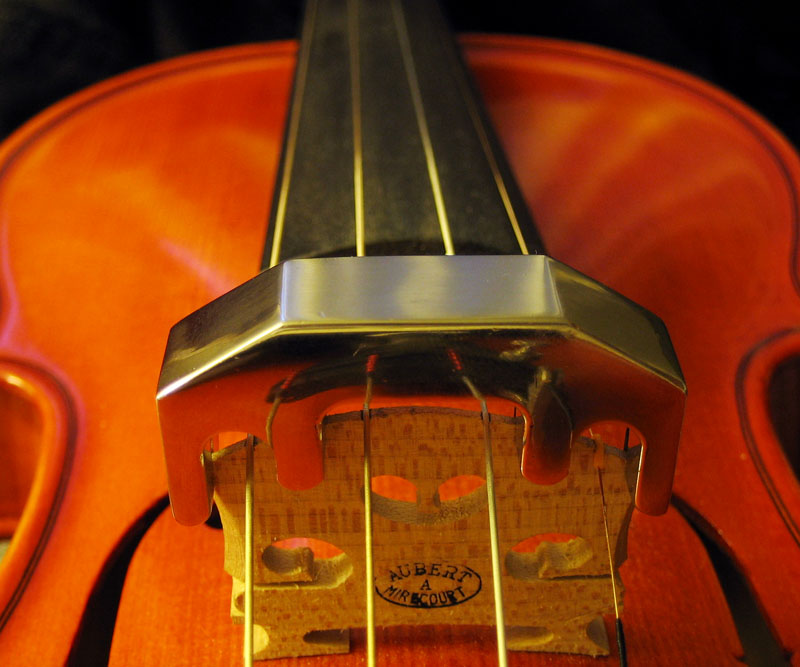
Sourdine en plomb à quatre branches posée sur le chevalet.
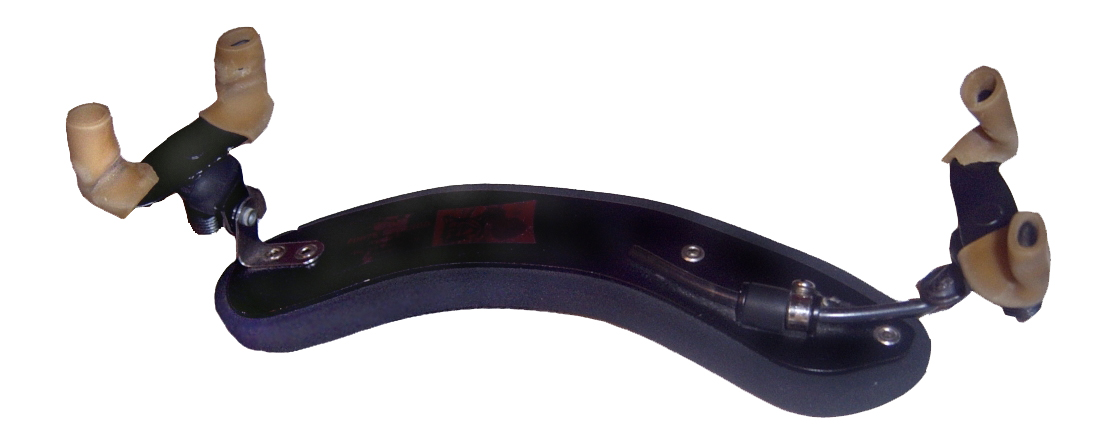
Coussin.

## À travers le monde
Le violon a rencontré un grand succès partout dans le monde étant donné sa versatilité, sa petite taille et son poids minime. Il a non seulement réussi à intégrer des musiques savantes, mais il a aussi réussi à supplanter des vièles traditionnelles. Il a également suscité une nouvelle attitude des musiciens folkloriques face à la musique écrite. Il a été un trait d'union entre les diverses classes sociales en Europe notamment, où les Tziganes par exemple faisaient le lien entre bourgeoisie et paysannerie. Il a été modifié, adapté, transformé, tant dans sa structure que dans son jeu ou sa tenue, mais il est resté identique et authentique à lui-même finalement.

### Europe

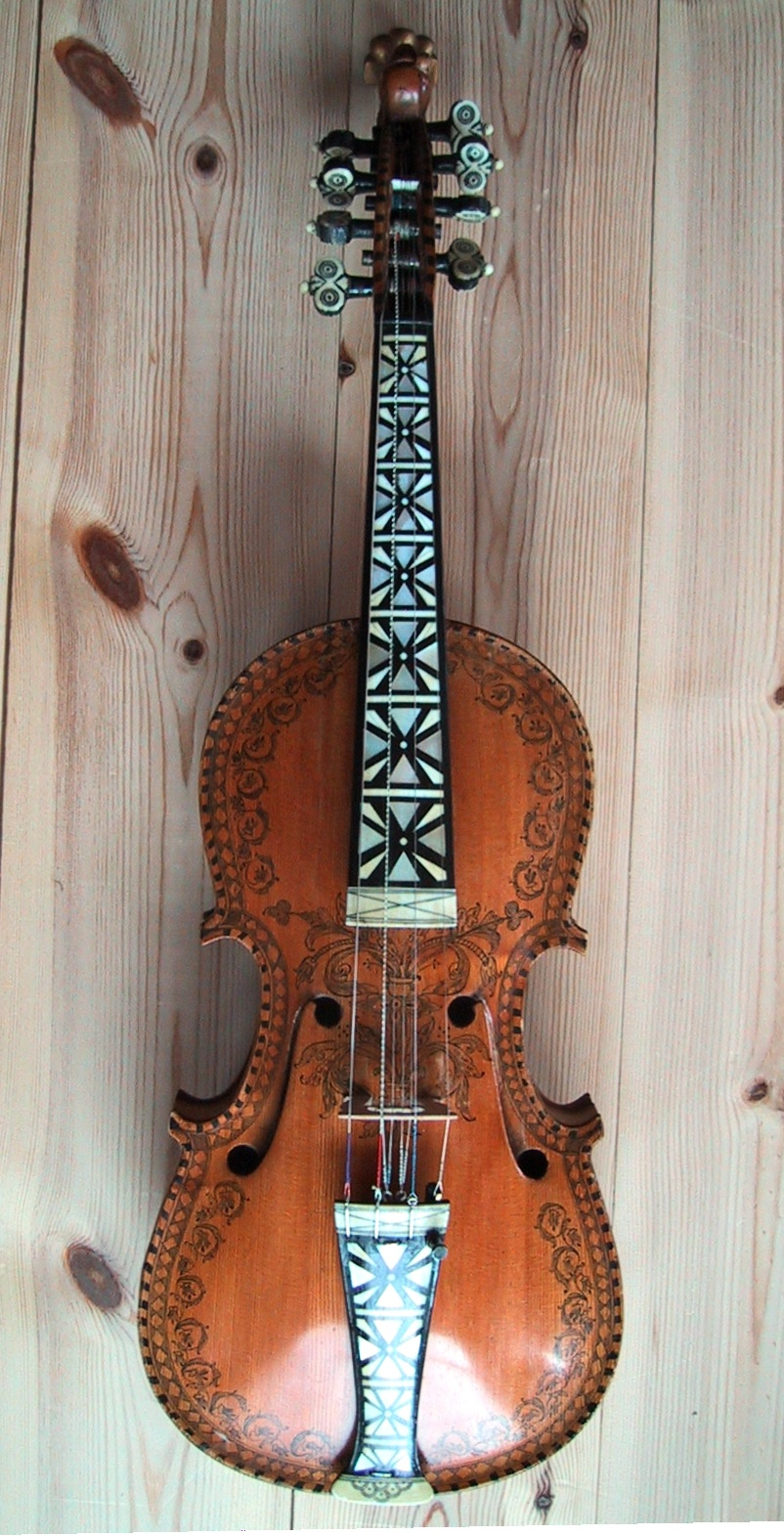
Hardanger.

Dans beaucoup de pays européens, le violon est entré par la petite porte dans la vie musicale, accompagnant la musique à danser populaire, laissant la musique savante à la viole. Grâce à sa large diffusion, il a permis aussi la mise en valeur du patrimoine traditionnel qui accéda à des scènes jusque-là réservées à la musique savante.

#### Pays nordiques
En Finlande, le violon y a été introduit au XVIIe siècle dans la musique à danser d'origine centrale européenne (polska, polka, mazurka, scottish, quadrille, valse et menuet) appelée pelimanni ou purppuri (de « pot-pourri », suite de danse) qui devint le genre principal de la musique finlandaise. En outre, « la pratique du violon à Kaustinen et les pratiques et expressions connexes » sont sélectionnées sur la liste représentative du patrimoine culturel immatériel de l'humanité par l'UNESCO en décembre 2021.
En Norvège, c'est aussi au XVIIe siècle que le violon y apparaît avec la musique à danser continentale appelée slåtter ; il y côtoie la vièle flatfelan. Il a subi quelques transformations pour devenir le hardanger (ou hardingfele) : adjonction de cordes sympathiques, de marqueterie, etc. Il put ainsi continuer à accompagner les musiques rurales lors des réunions festives où les danses de couples avaient cours. Au XIXe siècle, la technique de jeu évolua par le retour d'émigrants américains et par l'arrivée de nouvelles danses plus enjouées. En Suède, le violon y arriva au XVIIe siècle dans la musiques de danse gammaldans importée du continent au fil des siècles ; son développement fut stoppé à l'orée du XIXe siècle par les fondamentalistes religieux qui assimilèrent le violon au démon, d'où l'apparition de l'accordéon à sa place dans la spelmansmusik. Il subit de plus la concurrence de la vièle nyckelharpa.
En Lituanie, depuis le XVIe siècle, on trouve dans ce pays un violon fait maison en diverses tailles, avec trois à cinq cordes, le smuikas. Il est accordé en quinte mais parfois en quarte selon les formations folkloriques qu'il intègre. Les musiciens placent parfois une petite pièce de bois sur la table d'harmonie afin de modifier le son. En Lettonie, on le joue depuis le XVIe siècle sous le vocable vijole dans la spēlmanis, musique à danser d'origine germanique accompagnée du cymbalum ou de la cornemuse. En Estonie, on le retrouve dans le folklore estonien sous le vocable viiul.

#### Pays anglo-saxons
En Écosse, il a vite supplanté le rebec et la vièle médiévale qui s'y trouvait. Aux Îles Shetland, on le tient contre la poitrine où on le tourne pour pouvoir atteindre les diverses cordes avec l'archet. Au Pays de Galles, le ffidil a supplanté le crwth au XVIIIe siècle mais est resté un instrument populaire sans lettre de noblesse. Il a failli y disparaître sans le soutien de familles tziganes. En Angleterre, il fut concurrencé au XVIIe siècle par la viole de gambe mais trouva dans la musique à danser un répertoire bienveillant.
En Irlande, l'instrument se nomme fiddle et est joué par un fiddler ; là aussi c'est dans la musique à danser qu'il trouve son accomplissement. Kevin Burke est un musicien irlandais de renom ayant participé notamment au groupe The Bothy Band.

#### Pays de l'Est

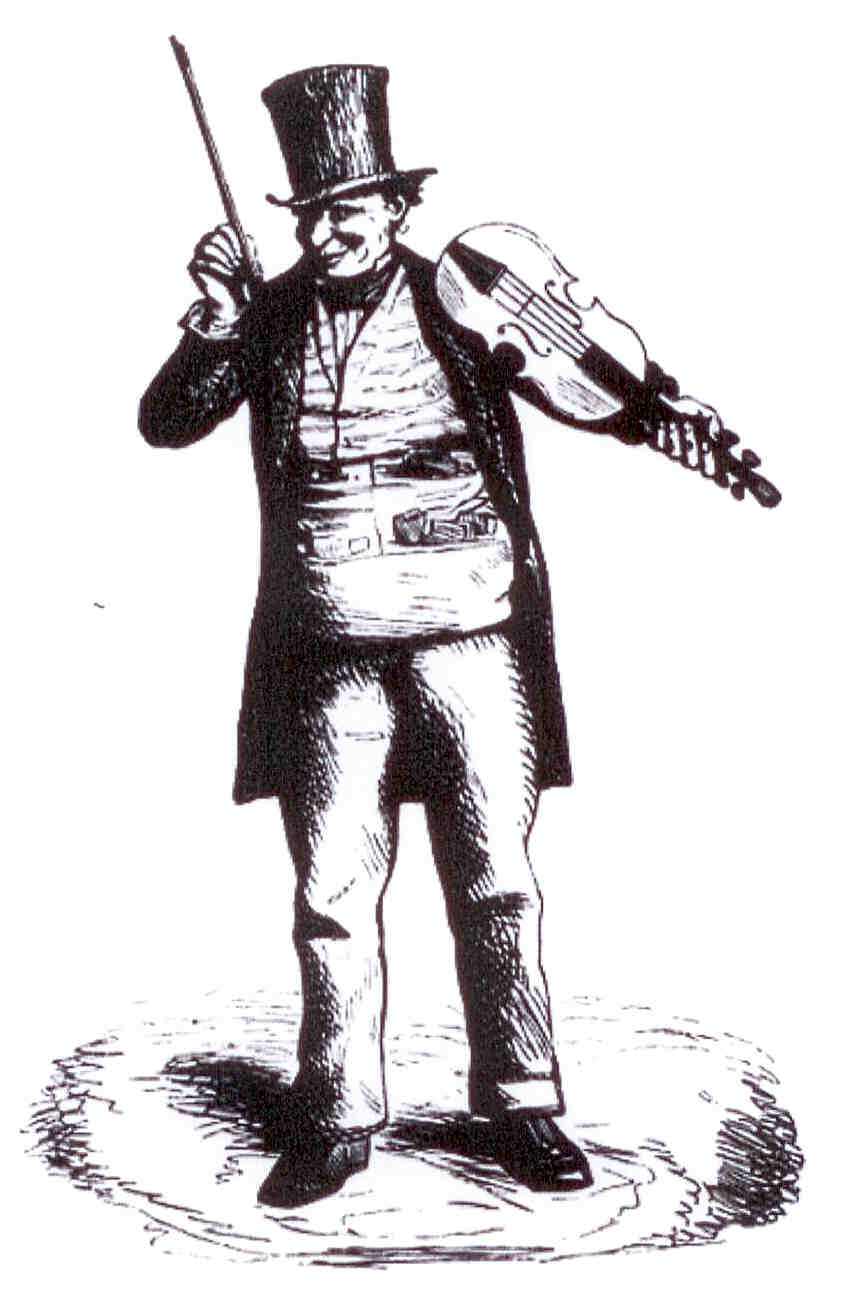
Violoneux chanteur des rues de Paris (gravure de 1845).

Les Tziganes et les musiciens Juifs (jouant la musique klezmer) ont su eux développer un style de jeu sophistiqué ; musiciens itinérants, la portabilité de l'instrument fut très vite appréciée. Les danses et les cérémonies de mariages étant très en vogue dans ces pays, le violon s'y est développé dans les campagnes.
- Hongrie : les Tziganes et les Roms se sont très vite intéressés à cet instrument portable et adaptable à tout type de musique. Dès le XVe siècle on trouve des ensembles composés de cymbalum et de violons (prima et kontra), considérés comme des instruments populaires alors. Des virtuoses tels Elek Bacsik ou Roby Lakatos s'y sont fait une réputation.
- Moldavie : on y trouve un violon à sept cordes sympathiques, sans doute influencé par la gadulka, une vièle bulgare.
- Pologne : l'instrument a rencontré un accueil très favorable dans ce pays où les danses étaient plébiscitées. Le violon a subi des modifications pour ressembler aux vièles existantes avant son arrivée : mazanki (à une frette), gesliki et suka. Le skrzypce est taillé dans un bloc de bois monoxyle et a de trois à quatre cordes ; une allumette placée sous les cordes au niveau de la touche fait office de capodastre.
- Roumanie : la vioarâ est très prisée dans ce pays où les musiciens usent à volonté de scordatura. Il existe des variations locales : le contra n'a que trois cordes ; la vioarâ cu goarnâ est un « Stroh violon » ou « violon à pavillon » appelé aussi lauta (ou hidede) cu tolcer.
- Serbie : le violina se joue en trio dans le folklore.
- Slovaquie : L'oktavka (« violon octave ») et le shlopcoky (« violon boîte ») sont des variantes rustiques côtoyant la version originale.
- Ukraine : le skripka a la particularité d'être joué essentiellement sur la deuxième ou la troisième corde.

#### Pays méditerranéens
- Albanie : il s'y jouait en duo pendant l'entre-deux-guerres, accompagné d'un tambour sur cadre.
- Espagne : la présence du violin est attestée depuis le XVIe siècle mais de manière discrète, sauf dans les célébrations anciennes de verdiales où une formation appelée panda intègre un violon soliste au jeu antiphonique et criard qu'on retrouve uniquement au Mexique.
- France : il y apparaît au XVIIe siècle dans la musique populaire. On le retrouve notamment en petit ensemble de cordes dans la danse alpine rigaudon mais aussi dans d'autres régions du centre. Jean-François Vrod en est un interprète reconnu. Françoise Étay a publié des études ethnomusicologiques sur la tradition du violon en Auvergne et Limousin[73]. En Bretagne, le violon fait partie des instruments traditionnels de la musique bretonne. Sa pratique diffère parfois des autres régions françaises.
- Grèce : les Tziganes se sont ici aussi emparés du violi avec un accord alla turca (Sol - Ré - La - Ré), joué sur la poitrine, ou alla franca (sol - ré - la - mi), joué sous le menton. On trouve en Crète des instruments à cordes sympathiques.
- Italie : Parallèlement à la musique classique, le violon devait y connaître un destin folklorique, étant joué dans bien des régions pour accompagner la danse. Au XIXe siècle, il subit la concurrence de l'organetto, un accordéon diatonique. L'ensemble suonatori rassemble trois violons. Dans le sud du pays, il intègre la formation accompagnant la danse thérapeutique tarentelle.
- Portugal : ce pays a joué un grand rôle dans la dissémination du violon dans ses colonies ou comptoirs. On l'y nomme viola pour le différencier des autres vièles rustiques appelées rebecs.

### Afrique du Nord

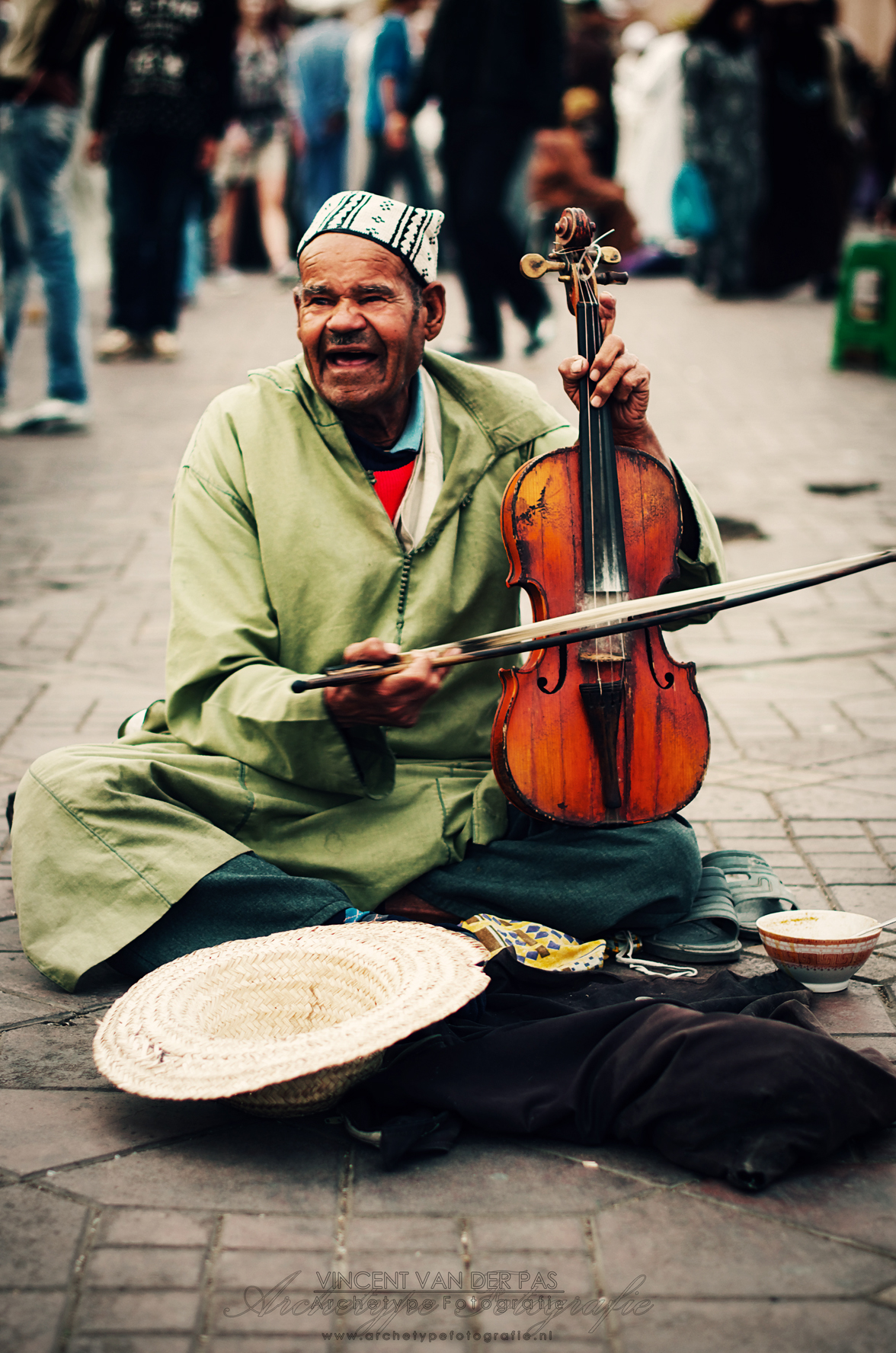
Tenue typique du violon au Maroc

Le violon a été adopté par les pays du Maghreb (Maroc, Algérie, Tunisie, Égypte) avec l'accord Sol - Ré - Sol - Ré et il a été intégré aux ensembles takhts jouant la musique savante arabo-andalouse dès le XIXe siècle. Le violon y est joué verticalement et s'y nomme kamân, kamanja, kemala ou encore jrâna, remplaçant à volonté la vièle rabâb. Il s'est non seulement parfaitement adapté à l'art de la nouba, mais il a en plus intégré bien des genres semi-classiques voire populaires sous forme d'orchestres de cordes firqa. Au cours du XXe siècle, en Tunisie et en Égypte, on est revenu à la tenue occidentale, sous le menton.
Les principaux violonistes sont Ridha Kalai, Abdou Dagher et Jasser Haj Youssef. Ce dernier, reconnu également dans le jazz, est le premier violoniste à adapter le jeu du violon arabe sur une viole d'amour.

### Asie

#### Moyen-Orient
Le violon a intégré sans changement organologique la musique orientale depuis le XIXe siècle, mais sa technique et sa position de jeu ont évolué : on le tient en effet à la verticale sur le genou et les mélismes y sont fréquents. Il s'adapte parfaitement aux contraintes microtonales.
- Irak : le violon appelé keman remplace à volonté la vièle djoza au sein des ensembles exécutant les maqâms de la musique arabe savante.
- Iran : le violon est très apprécié ici et il remplace à volonté la vièle kamânche dans les ensembles jouant la musique iranienne savante. Il est sans doute à l'origine de l'ajout d'une quatrième corde au kamânche d'ailleurs. Il existe une grande école de violon, et les compositeurs n'hésitent pas à écrire des concertos selon tel ou tel dastgâh pour lui.
- Israël : à la suite de l'immigration massive des juifs Ashkénazes, nombre de musiciens talentueux des pays de l'Est se sont retrouvés dans ce pays où le violon accompagne désormais les danses folkloriques.
- Turquie : le violon a été intégré à la musique savante turque et celle des derviches tourneurs (avec la viole d'amour) sous le nom de keman ; il remplace à souhait la vièle kemençe dans l'interprétation des makams. Les Tziganes l'utilisent aussi dans la musique populaire.

#### Inde

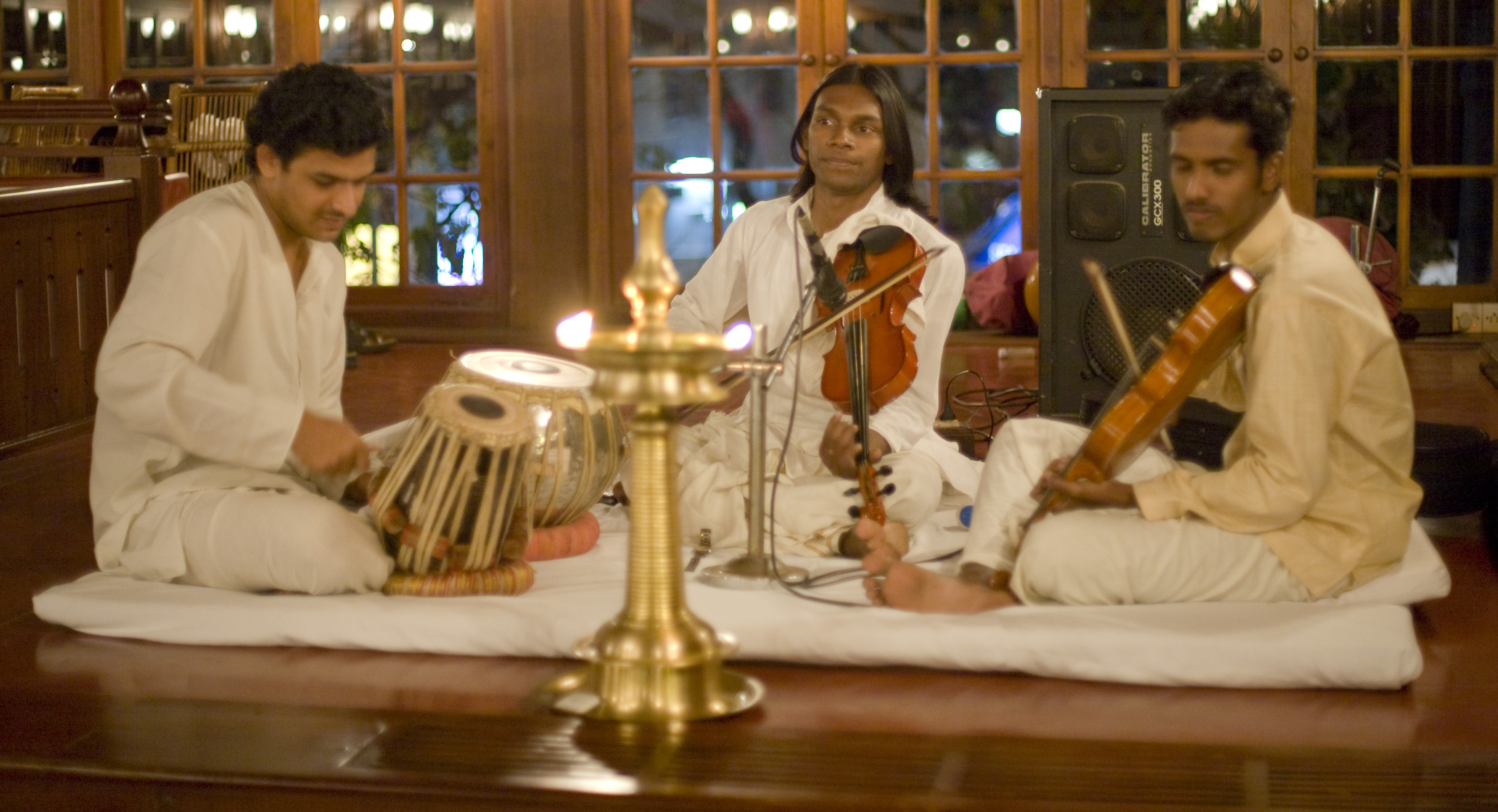
Deux violonistes jouant de la musique carnatique.

Le violon est largement joué dans la musique indienne depuis le XVIIIe siècle, surtout dans la musique carnatique mais aussi dans la musique hindoustanie où il subit toutefois la concurrence du sarangi, une vièle traditionnelle au jeu très difficile et qui est souvent réservée aux Musulmans. Certainement importé par des colons portugais ou britanniques (d'où son nom violon), à moins qu'il ne soit une invention autochtone (cf. supra), il est devenu un véritable instrument classique là-bas aussi ; il est utilisé tant en solo, accompagné d'une percussion (tablâ ou mridangam), qu'en accompagnement des chanteurs ou danseurs. C'est aussi un instrument qui se retrouve souvent dans les maisons indiennes. On en trouve aussi une version folklorique dans l'ancienne province portugaise de Goa où on l'appelle rebec.
On en joue d'une manière particulière. L'accord est en Sol2 - Ré3 - Sol3 - Ré4 pour le solo et Sol3 - Do3 - Sol3 - Do4 pour le chant masculin (sa - pa - sa - pa). L'instrument est tenu à l'envers, la tête reposant sur la cheville du musicien assis en tailleur, et le tasseau arrière reposant sur la poitrine, laissant ainsi maintenu, la main gauche libre pour exécuter les glissandos (jâru) si fréquents dans cette musique. On y joue tous les râgas possibles. Les principaux violonistes sont le Dr L. Subramaniam, M. S. Gopalakrishnan, V. G. Jog, et le Dr N. Rajan. Le frère du premier, L. Shankar (à ne pas confondre avec Ravi Shankar), est aussi un violoniste reconnu dans la world music. Le violon tend à remplacer peu à peu les vièles esraj et dilruba dans la musique semi-classique ainsi que dans les musiques de film. On le retrouve aussi bien au Sri Lanka où on l'appelle ravikinna, qu'au Bangladesh.

#### Asie du Sud-Est
On trouve le violon de manière très épisodique dans ces anciennes contrées coloniales.
- Indonésie : les Portugais y ont introduit le violon dès le XVIIe siècle sous le nom de biola. Il était joué par des esclaves dans les maisons coloniales qui entretenaient des orchestres de chambre. On le voit même dans le gamelan gandrung de Java.
- Malaisie : cette même influence s'est répandue ici ou le violon a intégré les orchestres de Cour sous le nom de biola également. Cet instrument accordé à l'européenne intègre aussi des ensembles accompagnant les danses ou théâtres locaux.
- Philippines : les Espagnols ont aussi apporté avec eux le biyolin au sein de leur lointaine colonie asiatique, où les musiciens locaux jouent des sérénades de types européens. De là l'instrument s'est aussi répandu dans les ethnies plus reculées, où on l'appelle gologod ou gitgit.

### Amérique

#### Amérique du Nord
Avec l'immigration massive d'Irlandais, d'Écossais, de Scandinaves, de Slaves, et autres creusets violonistiques, on y retrouve la plus forte concentration de styles de jeu et de danses en tout genre.
- Canada : Il est joué par un violoniste, en musique classique ou moderne, et par un violoneux en musique traditionnelle du Québec et du Nouveau-Brunswick. Jean Carignan est considéré comme l'un des grands violoneux traditionnels.

- États-Unis : Il existe aussi une grande tradition de fiddler dans ce pays où on a tendance à jouer sur le bras, la poitrine ou la joue en usant de scordatura.

#### Amérique latine

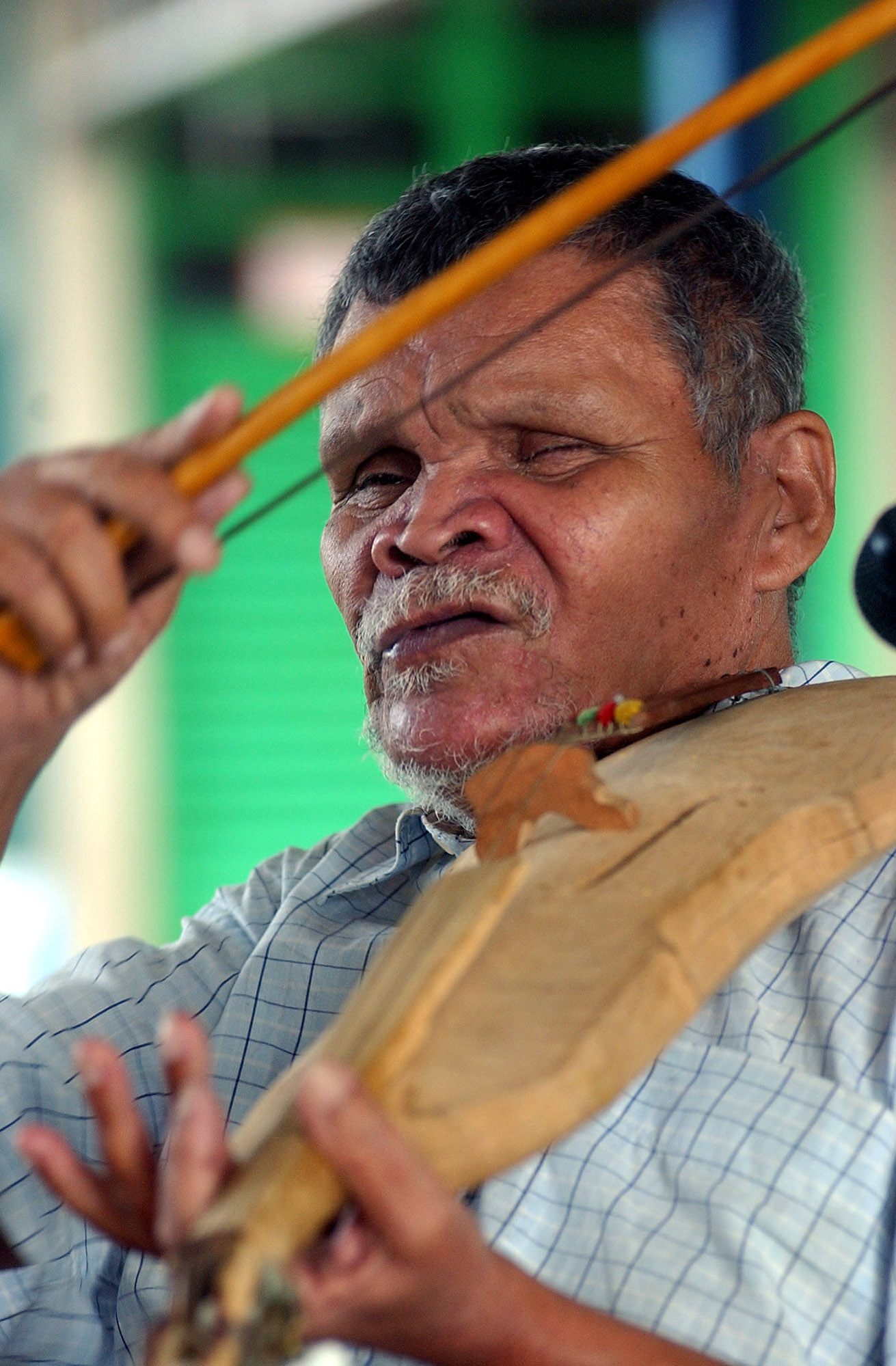
Rabeca brésilienne.

Les colons espagnols et portugais apportèrent ici aussi leur précieux chargement qui fut bien reçu par les communautés locales.
- Guatemala : depuis le XVIIe siècle, les Amérindiens Mayas jouent aussi ici du rabel, un violon rustique à la caisse de résonance taillée dans un bloc de bois monoxyle.
- Jamaïque : le violon connaît un franc succès ici dans la musique à danser, où il est joué avec le style de Floride, tenu contre la poitrine. Il existe un « violon de bambou » tiré d'un segment encore vert de bambou d'où quatre languettes sont détachées à titre de cordes ; l'archet en bambou lui aussi doit être plongé dans l'eau avant de jouer.
- Mexique : le violon a été adopté par certains groupes d'Indiens, mais on le rencontre surtout au sein des orchestres traditionnels mariachis ou huapangos. Le rabel est aussi utilisé par certains Amérindiens.
- Panama : le violon y a finalement remplacé la vièle à trois cordes rabel.
- Argentine : certains Indiens y ont adopté le violon. Il est aussi joué dans la province de Santiago del Estero pour jouer la danse locale, la zamba, non pas sous le menton, mais contre la poitrine. On les appelle alors violineros.
- Bolivie : on trouve au cœur de la forêt amazonienne des orchestres baroques (formés par les missionnaires) qui ont conservé de façon orale un patrimoine musical unique.
- Brésil : on trouve dans le pays la variante rabeca issue du Portugal.
- Chili : le rabel a trois cordes se rencontre ici aussi.
- Colombie : le rabel était joué dans les églises du pays au XVIIIe siècle.
- Équateur : les Amérindiens y jouent également la version rustique appelée rabel.
- Paraguay : les missionnaires l'ont apporté auprès des Amérindiens qui connaissaient des vièles également. Ils y jouent des pièces créoles et baroques.
- Pérou : les Indiens y fabriquent une vièle en balsa avec deux cordes : le kitaj.

### Jazz et rock

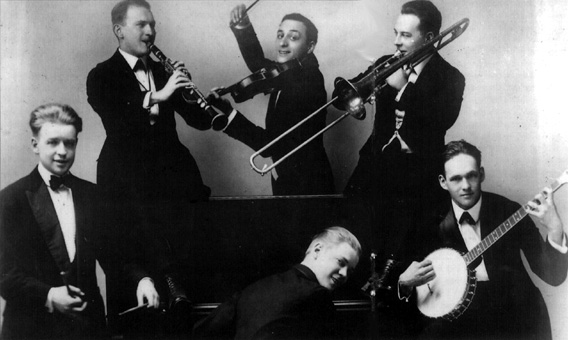
Groupe de jazz en 1917 comportant un violon.

Le violon déjà présent au début du siècle dans les strings bands noirs, fait des débuts timides dans l'histoire du jazz, puisqu'on le trouve parfois dans des orchestres de Jazz Nouvelle-Orléans. Deux courants se développent, un violon rural noir issu du blues, et un violon rural blanc country héritier des traditions populaires d'Europe occidentale. Ainsi on voit naître le western swing de Bob Wills et le blue grass. C'est toutefois Joe Venuti, considéré comme « le père du violon jazz »[réf. nécessaire] qui fit émerger cet instrument en tant que soliste, notamment par ses duos avec le guitariste Eddie Lang dans les années 1920-1930. Eddie South, Ray Nance et Stuff Smith enrichiront chacun avec leur style propre la palette d'expression du violon jazz américain dans les années 1930.
En Europe se développe avant-guerre une tradition solide du violon jazz avec le danois Svend Asmussen, les Français Michel Warlop et surtout Stéphane Grappelli qui a véritablement montré que le violon pouvait swinger, et est devenu une référence incontestable. « Le violon […] a fait avec lui une entrée fracassante dans l'univers du jazz. L'apport de Grappelli est absolument unique dans l'histoire du jazz comme dans l'histoire du violon. » Malgré le succès et l'influence qu'a exercée Grappelli, l'importance du violon dans le jazz est toutefois restée assez mineure. Quelques musiciens d'origine Tsigane l'utilisent naturellement, par exemple Elek Bacsik, ou plus récemment Florin Niculescu, qui remporte un beau succès revivaliste, et se pose en héritier de Stéphane Grappelli.
Certains musiciens du free jazz en font une utilisation déstructurante, par exemple Ornette Coleman, qui n'ayant pas de réelle technique sur l'instrument, l'utilise comme moyen d'instabilité. Noël Akchoté l'utilise de façon bruitiste ou pour ses possibilités de longs glissandos.
Dans les années 1970 et avec l'apparition du jazz-rock, Jean-Luc Ponty a un très grand succès commercial en utilisant un violon amplifié, et divers effets sonores, puis un violon électrique. Des compositeurs comme John McLaughlin, Frank Zappa, contribuent à élargir l'utilisation de cet instrument. Bien que le violon reste marginal par rapport aux instruments traditionnels du jazz comme le saxophone ou la trompette, il existe aujourd'hui de nombreux instrumentistes de talent, comme Didier Lockwood, Regina Carter, Adam Taubitz… .Certains violonistes[Lesquels ?] explorent de nouveaux horizons, comme en témoigne la musique de Jasser Haj Youssef qui réunit le jazz et la musique orientale avec subtilité.
Plus récemment[Quand ?], le jazz contemporain s'empare de l'instrument, et l'utilise d'une manière beaucoup plus proche du classique et de la musique contemporaine, en utilisant ses capacités d'expressivité mélodique, et ses possibilités de techniques de jeu étendues, en particulier les harmoniques. On peut citer Dominique Pifarély, Mark Feldman, Régis Huby…
Si les tentatives de réintroduire le violon dans le rock restent relativement rares, ses potentialités restent intactes, comme en témoigne le double disque d'or obtenu par le groupe Louise Attaque avec un jeu qui tient largement la place à la fois rythmique et mélodique de la guitare et avec des harmonies et des effets qui ne tombent pas dans le bluegrass ou le free jazz. Le violon entre dans le pop-rock dès les années 1960, par exemple avec The Left Banke, les Beatles (Eleanor Rigby, 1966), le Velvet Underground (John Cale dans Venus in Furs, 1967). Dans les années 1970, il est largement présent dans le rock psychédélique et le rock progressif, avec par exemple :
- Papa John Croach (Jefferson Airplane, Jefferson Starship, Hot Tuna) ;
- Don Sugarcane Harris (John Mayall & The Bluesbreakers, Frank Zappa) ;
- Jerry Goodman (The Flock, Mahavishnu Orchestra) ;
- David LaFlamme (It's a Beautiful Day) ;
- David Cross (King Crimson à partir de 1972) ;
- Simon House (Hawkwind) ;
- Eddie Jobson (Roxy Music) ;
- ou encore dans les groupes Can, Kansas, etc.

On peut retrouver également le violon dans certains groupes de folk metal : Ithilien, Korpiklaani, Mägo de Oz, Eluveitie, Turisas, Cruachan, Niflheim… Le violon sert alors à évoquer des univers féériques, mythologiques et/ou médiévaux, et il est souvent accompagnés d'autres instruments traditionnels (flûtes, mandoline, violoncelle, cornemuse…) en plus des instruments plus « classiques » utilisés dans la musique metal (voix, guitare, basse, batterie).

## Descendants occidentaux
Le violon a eu plusieurs descendants, que ce soient des instruments conçus dans une optique d'amélioration du son, ou que ce soient des innovations destinées à utiliser les nouveaux matériaux et techniques.

### Violon Savart
Félix Savart mit au point au XIXe siècle un violon à caisse de résonance trapézoïdale, pourvu d'ouïes rectilignes. La forme de la caisse se justifiait par l'obstacle à la propagation du son que représentait la forme en voûte de la table, tandis que celle des ouïes avait pour but de restreindre la perte de surface causée par la forme de ces ouvertures en ƒ au niveau de celles-ci, évaluée à un tiers. Tolbecque juge que ce violon ne ressemblait qu'à un « vulgaire soufflet de cuisine », et que « malheureusement, au point de vue du son, [il] ne devait pas être mieux réussi ». Un exemplaire en est conservé à l'École polytechnique de Palaiseau.

### Violon de Chanot

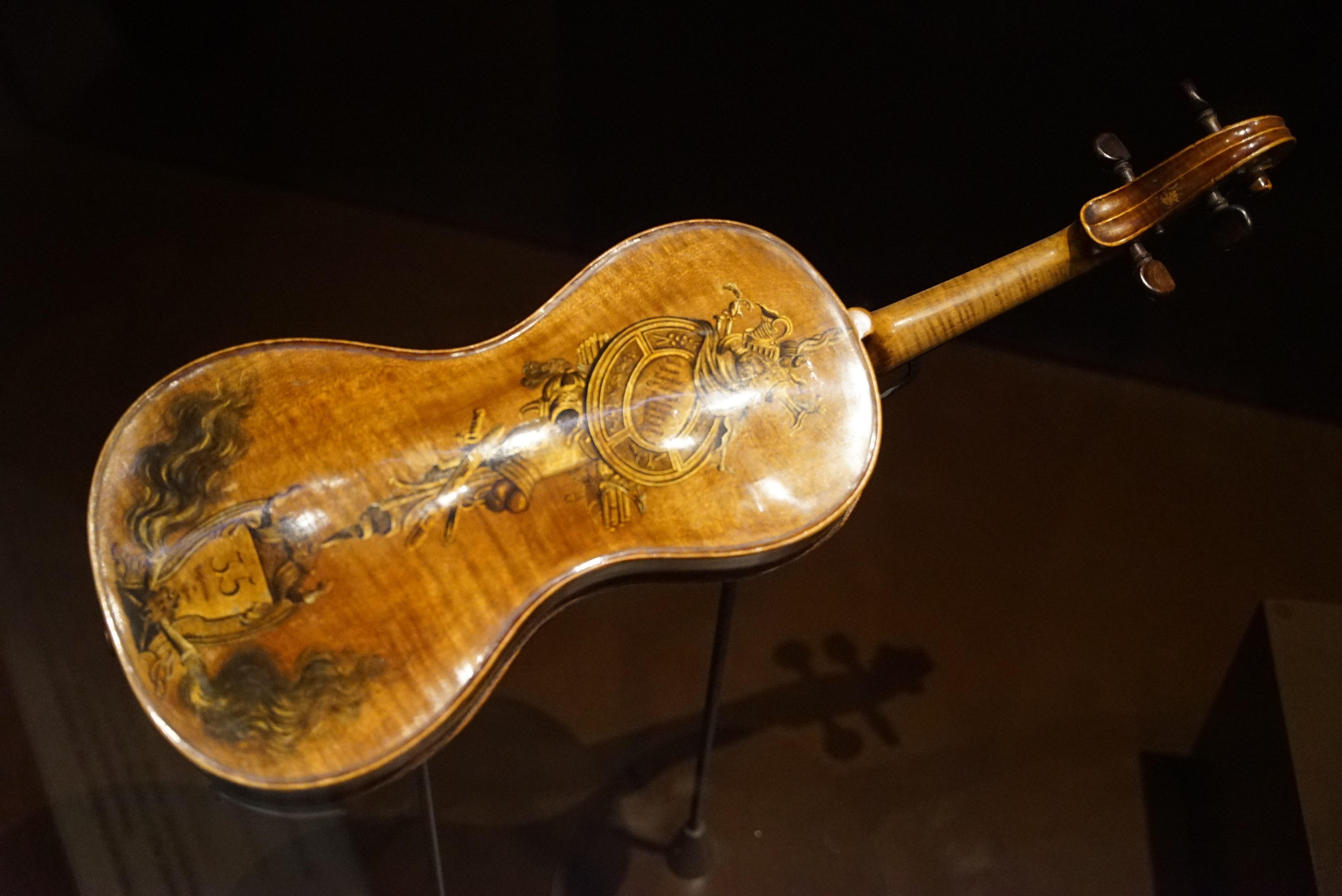
présenté au musée de l'armée.

Le violon proposé par François Chanot en 1819, s'il conservait plus la forme globale de l'instrument, était aussi fort différent du modèle. Les table et fond n'avaient aucun angle au niveau des échancrures, les ouïes étaient des fentes de largeur constante qui suivaient les bords de la table, la tête était retournée afin de faciliter la mise en place de la deuxième corde, et les cordes ne s'attachaient plus au cordier mais directement dans la table. Ce dernier point avait pour conséquence l'arrachement de la table, et après des critiques fort élogieuses quant à la sonorité, comparée à celle d'un Stradivarius, et quant au prix (cent écus), l'instrument ne fut pas adopté massivement.

### Violon de Suleau
Suleau partit de l'observation que pour augmenter le volume sonore du violon, il fallait agrandir la surface vibrante. Ne pouvant ni trop élargir la caisse, ni l'approfondir démesurément, ni modifier sa longueur à cause des habitudes des violonistes, il décida de creuser des sillons, orientés perpendiculairement au sens des fibres, tout en maintenant une épaisseur de table constante, ce qui donnait à la table vue de profil l'aspect d'une succession de vagues régulières. Les résultats sonores n'étant pas à la hauteur de ses attentes, il essaya de mettre les sillons dans le même sens que les fibres du bois, mais sans succès.

### Latín
Contraction de « Lata » (boîte de conserves) et « violín » (violon, en espagnol), ce dérivé a été fabriqué pour l'ensemble d'instruments informels argentin Les Luthiers. Ce n'est pas un nouvel instrument, mais la parodie d'un violon, dont le premier prototype date de 1968. Il a de vrais composants de violon: le chevalet, la touche, des chevilles et les cordes. C'est le corps, fait avec une boîte de conserves (jambon ou biscuits), qui donne l'originalité de la parodie. À cause de son faible son, il a besoin d'être amplifié.
Il est habituellement exécuté par le chef d'orchestre et compositeur Carlos López Puccio.

### Violon Stroh
Augustus Stroh conçut et breveta en 1899 un violon sans table, ainsi décrit :

« Le chevalet est placé de manière à transmettre les plus légères vibrations à un levier ; ce levier est lui-même en communication avec un diaphragme d'aluminium, non uni. Ce diaphragme est la partie principale du violon ; c'est lui qui donne au son la force nécessaire ; il est fixé par deux coussinets de caoutchouc au bâti du violon. Près du diaphragme s'ouvre un pavillon métallique qui sert à renforcer les sons. »

Qualifié à ses débuts de « futur roi de l'orchestre », le violon à pavillon fut utilisé quelque temps pour les enregistrements phonographiques, sa puissance résolvant le problème des microphones peu sensibles. Son usage n'a ensuite probablement pas cessé de se restreindre, puisque les témoignages à son sujet, au-delà des premières années, sont rares, et l'on ne dispose pas de données permettant d'évaluer combien d'exemplaires sont actuellement joués. Il a connu un succès en Roumanie.

### Violon Tolbecque
Auguste Tolbecque explique dans son ouvrage qu'il a fabriqué un violon dont les ouïes sont situées sur les éclisses, au niveau des échancrures, ceci toujours dans l'optique d'éviter de perdre un tiers de la surface de la table au niveau du chevalet. Cependant, on ne dispose pas de plus de données quant à son usage.

### Flute
Il s'agissait d'un violon dont la caisse de résonance était extrêmement réduite en largeur. Sa forme très élongée l'avait fait surnommer « flute ». C'était l'instrument favori des maîtres à danser car il était très facilement transportable chez leurs clients, avec un son aigrelet mais d'un volume suffisant pour rythmer la danse. On le transportait dans un étui en forme de cône vertical non fermé en partie supérieure, muni d'une courroie pour le porter en bandoulière ou l'accrocher au mur. L'archet plus long dépassait du cône.

### Violons électriques
Dans la seconde moitié du XXe siècle a été mis au point le violon à table pleine et à amplification électrique, selon le même principe que la guitare électrique à corps plein inventée en 1942. Il a notamment été utilisé en jazz par Jean-Luc Ponty et Laurie Anderson, en variété par la chanteuse Catherine Lara et par la jeune interprète Vanessa-Mae et dans la world music par L. Shankar qui dispose d'un violon stéréophonique à dix cordes et double manche.

### Développements ultérieurs
Vers les années 1990, des violons en fibre de carbone ont été mis au point avec un avantage considérable : leur prix peu élevé. Ils ne servent le plus souvent que de violons d'étude car bien que des musiciens les eussent choisis pour les concerts pour leurs qualités de puissance, de clarté et d'intelligibilité, ils les trouvent à la longue ennuyeux, à cause d'un son « plat », toujours le même quelle que soit la nuance de jeu, sans expressivité. Ces violons sont aisément reconnaissables grâce à leur table noire qui comporte un fin quadrillage sombre.
En 2002, la firme Yamaha présente sa gamme Silent, où l'on trouve entre autres des violons dits silencieux (moins sonores est plus exact) car privés de caisse de résonance. L'amplification est assurée par un système électronique, auquel on a ajouté un préamplificateur. L'encombrement est légèrement réduit en épaisseur et en largeur grâce à des arceaux démontables, ce dernier point étant beaucoup plus flagrant sur les contrebasses de la gamme, qui peuvent faire 10 cm de large une fois partiellement démontées. Les violons de cette gamme coûtent environ 800 €.
Gildas Bellego a mis au point un violon formé d'une table en épicéa et d'un fond et d'éclisses en fibre de carbone et polyéthylène, la caisse étant sans angles au niveau des table et fond comme dans le violon Chanot, mais également au niveau des jointures fond-éclisses et éclisses-tables. Le moulage de ce fond étendu diminuant le nombre de pièces à monter à 15, le prix diminue également, à 2 000 €.
Enfin, la firme américaine QRS a construit « Virtuoso Violin », un violon qui joue seul les partitions au format MIDI, grâce à un système mécanique pour l'archet et un système électromagnétique pour la détermination de la hauteur des notes.

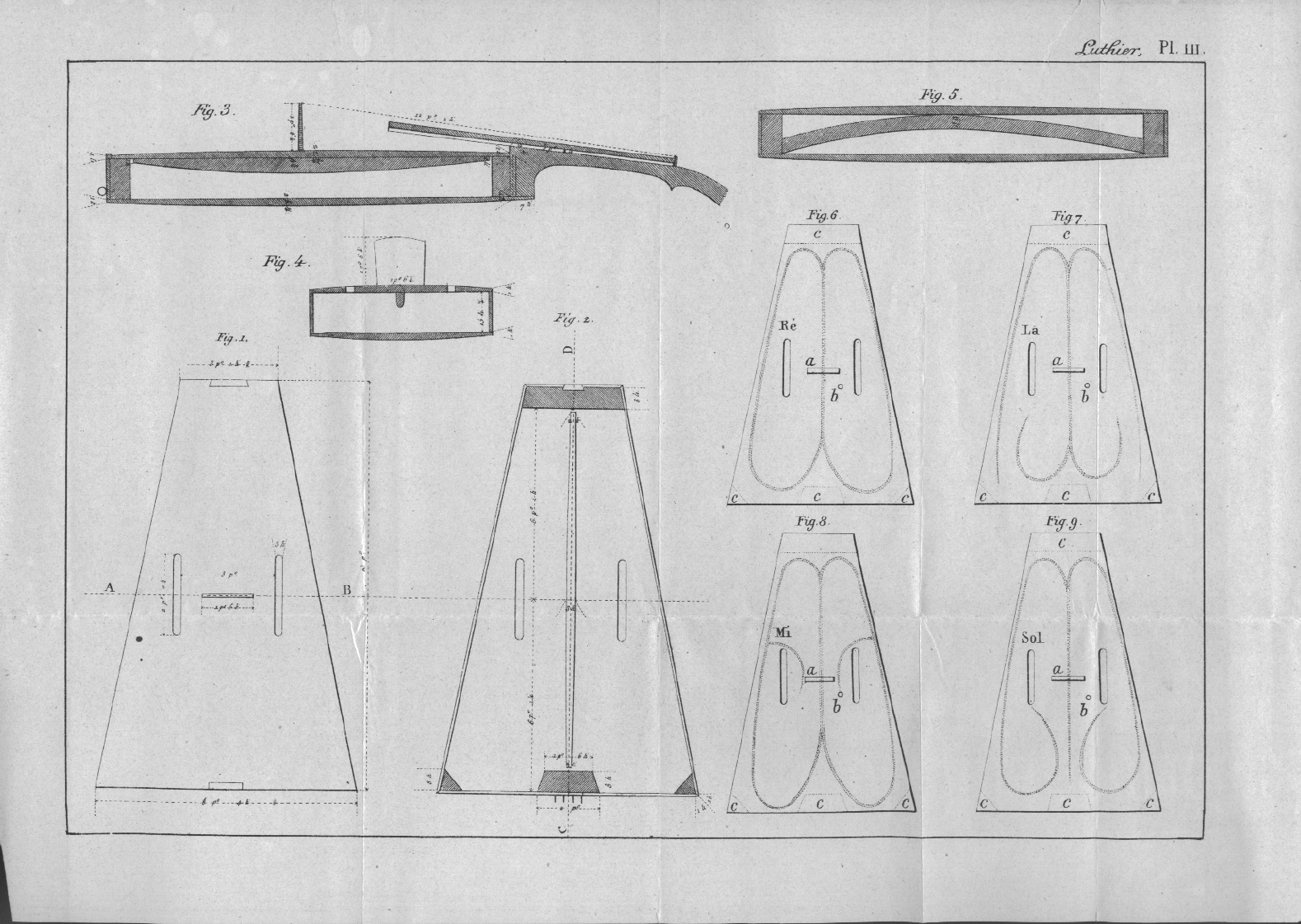
Violon de Savart.
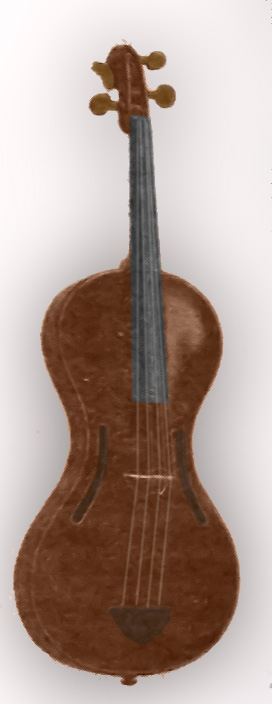
Violon de Chanot.
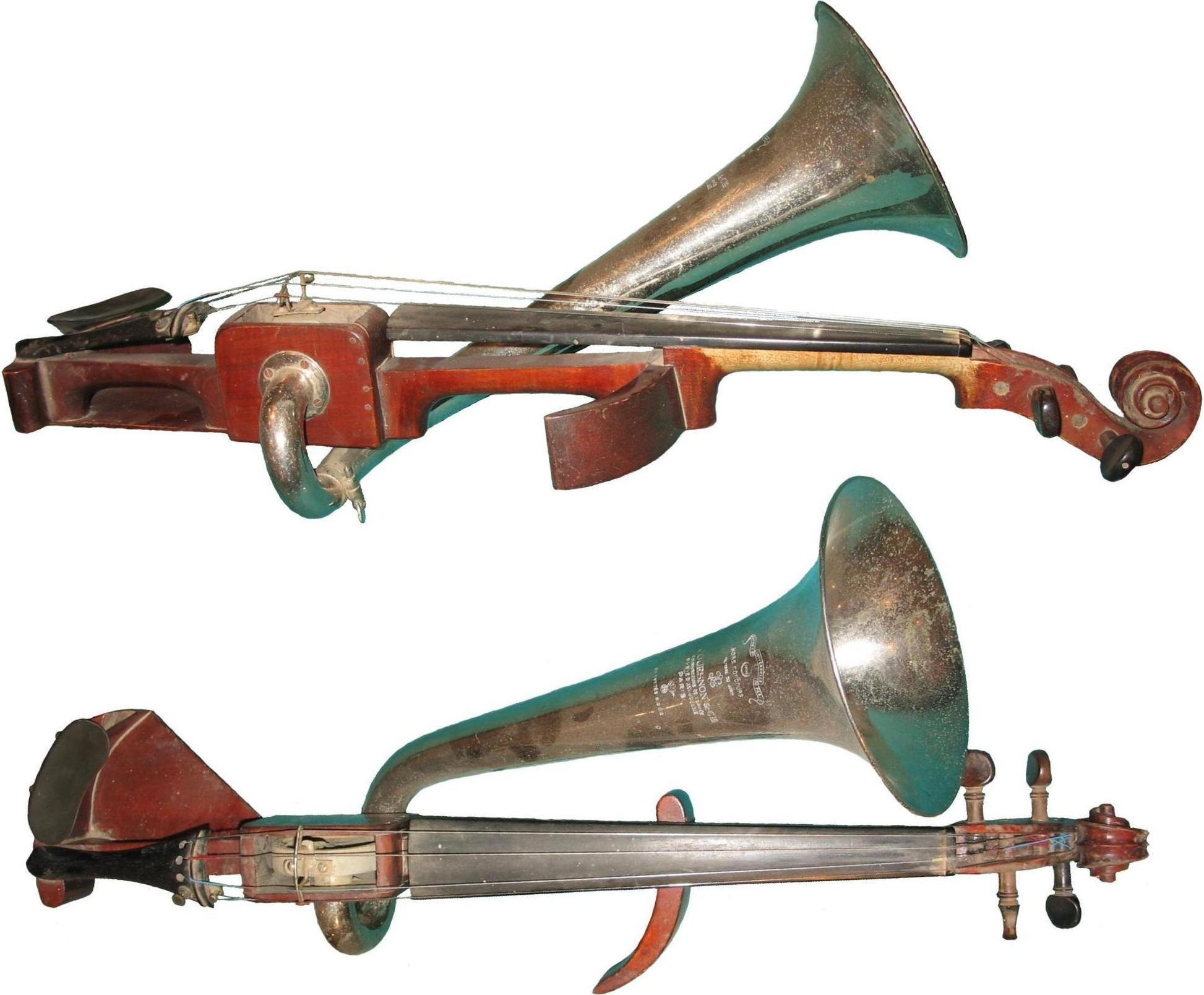
Violon Stroh.
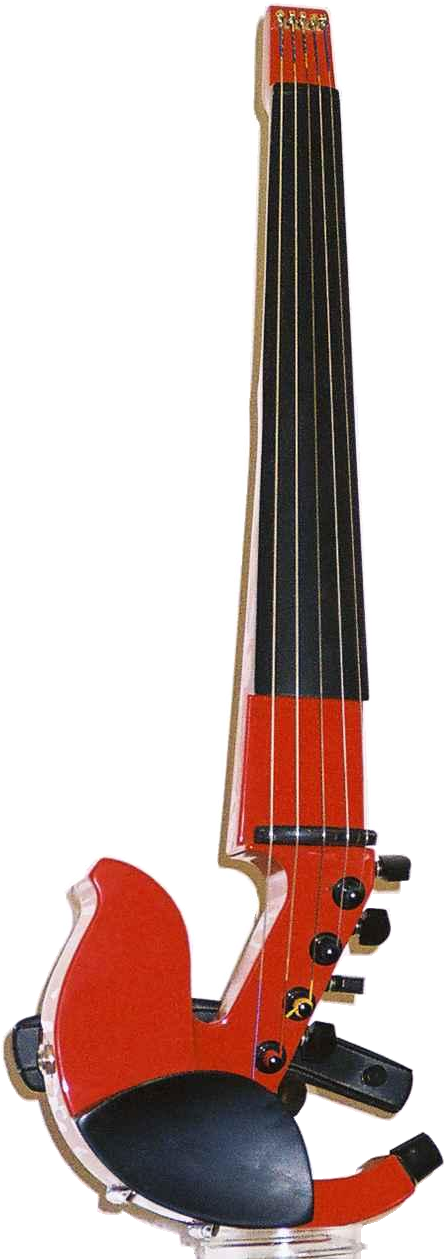
Violon électrique à cinq cordes.
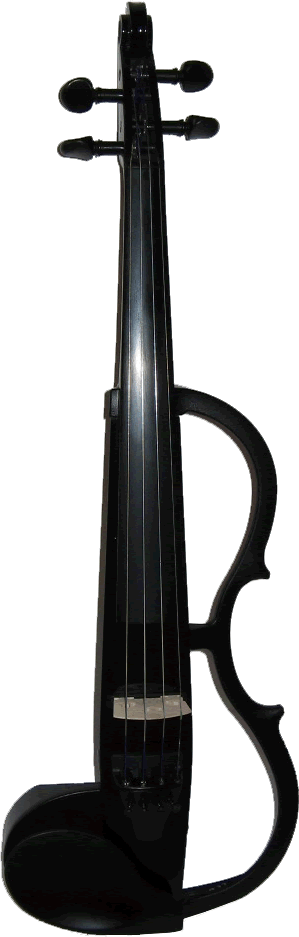
Violon de la gamme Silent de Yamaha.

## Entretien

### Entretien du violon

#### Entretien courant exécuté par le violoniste
Avant de jouer, on met de la colophane sur l'archet. Or, en jouant, celle-ci se détache de l'archet sous forme d'une fine poussière blanche, qui se dépose sur la table d'harmonie, entre le chevalet et la touche. Après avoir joué, il faut donc nettoyer la zone avec un chiffon sec de soie ou de coton. L'emplacement de la poussière de colophane est un bon indicateur du placement global de l'archet. Le jeu est incorrect lorsque l'on joue trop sur la touche, ce qui est difficile à voir sans miroir quand on exécute un morceau, mais très simple à constater grâce à l'emplacement de la poussière de colophane.
À cause des ouïes, l'intérieur de la caisse de résonance du violon communique avec l'air extérieur : la poussière entre donc librement dans l'instrument. Il faut donc régulièrement nettoyer l'intérieur de la caisse en y introduisant quelques grains de riz (non cuit pour éviter d'empâter l'intérieur de la caisse). Quand on agite le violon, les grains font s'agglomérer la poussière en moutons qui ressortent ensuite aisément par les ouïes.
Le bois du violon craint les changements de température et de taux d'humidité. Il est impossible de sécher le violon si le taux d'humidité augmente (les sachets de poudre séchante sont inappropriés), mais la manœuvre contraire est réalisable grâce à des humidificateurs à placer dans la boîte de l'instrument (petit flacon d'eau percé de trous) ou directement dans la caisse de résonance (tube de plastique troué contenant de l'éponge que l'on a imbibée d'eau). Il est conseillé de maintenir le violon à une température comprise entre 16 et 20 °C, et à un taux d'humidité entre 40 et 65 %.
Les cordes métalliques sont sujettes à l'usure à la fois mécanique (frottement des doigts, particulièrement à cause des démanchés) et chimique (sorte de rouille, à cause de la sueur) due au jeu. Il faut les nettoyer, elles et la touche, de la graisse laissée par la sueur des doigts, en utilisant de l'alcool ou de l'Eau de Cologne. Il faut aussi les changer régulièrement, la corde de mi étant la plus touchée du fait de son faible diamètre, la corde de sol étant au contraire assez résistante au problème. Une corde de mi est ainsi changée tous les mois quand on joue quotidiennement quelques heures, tandis qu'un sol peut tenir trois mois avant que l'altération soit vraiment sensible à l'oreille. En effet, une corde usée devient difficile à accorder aux autres, semblant sonner toujours faux quand on en joue à vide ; c'est un signe tardif, postérieur au « seuil » d'usure réellement convenable, et nécessitant le changement immédiat de la corde. Une corde largement trop usée peut « claquer », c'est-à-dire se briser brusquement (par exemple sous l'effet de la chaleur, d'un trop brusque coup d'archet…).

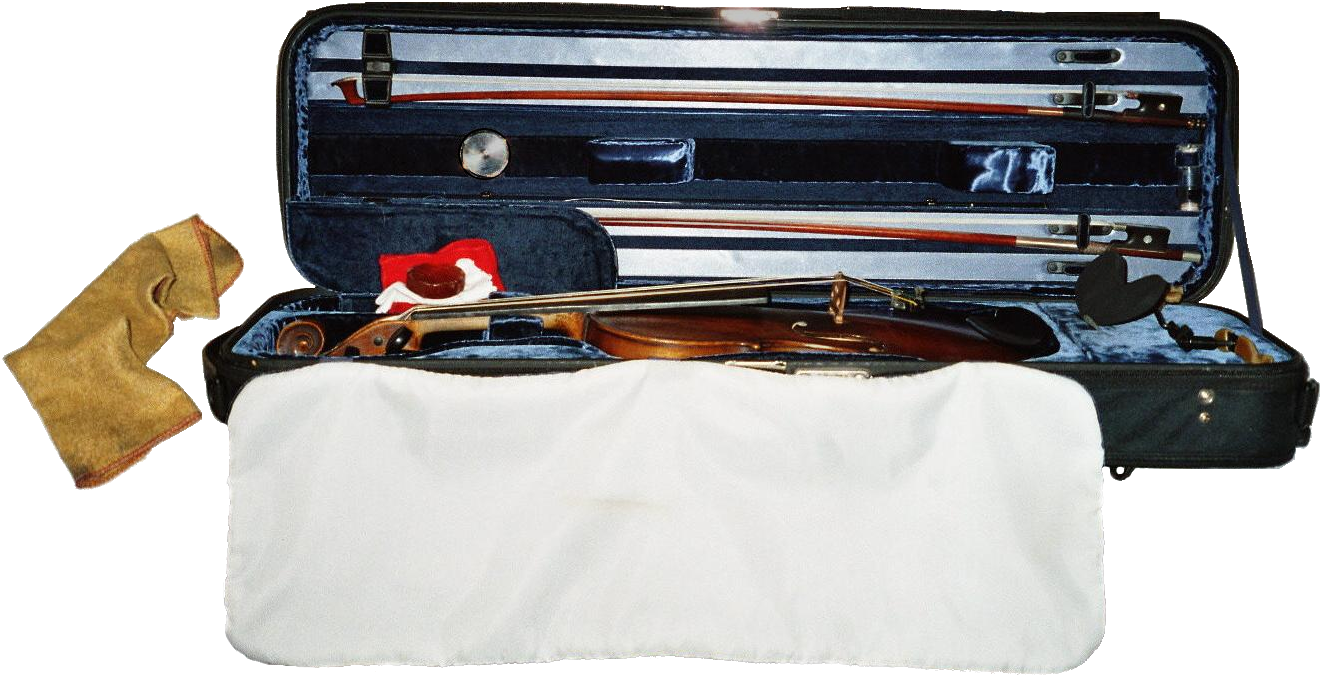
Boîte à violon : vue générale.

On conserve un violon dans une boîte dont la forme et le matériau peuvent varier. Cette boîte contient nécessairement le violon, l'archet, l'épaulière, la colophane, un chiffon doux pour l'entretien et des cordes de rechange. Elle peut contenir également, selon les cas, les partitions, d'autres archets, un métronome, un hygromètre, un humidificateur, de la craie pour l'entretien des chevilles, une sourdine… .
| Légende : 1. Volute 2. Cheville 3. Sillet 4. Manche 5. Touche 6. Corde 7. Bloc de colophane 8. Corde usagée en boyau (couleur jaunie et forme gondolée par la cheville). 9. Hygromètre 10. Archet | Légende : 1. Mentonnière 2. Cordier 3. Tendeur 4. Sourdine 5. Archet 6. Humidificateur 7. Corde neuve dans son sachet 8. Coussin |

#### Réparations faites par le luthier

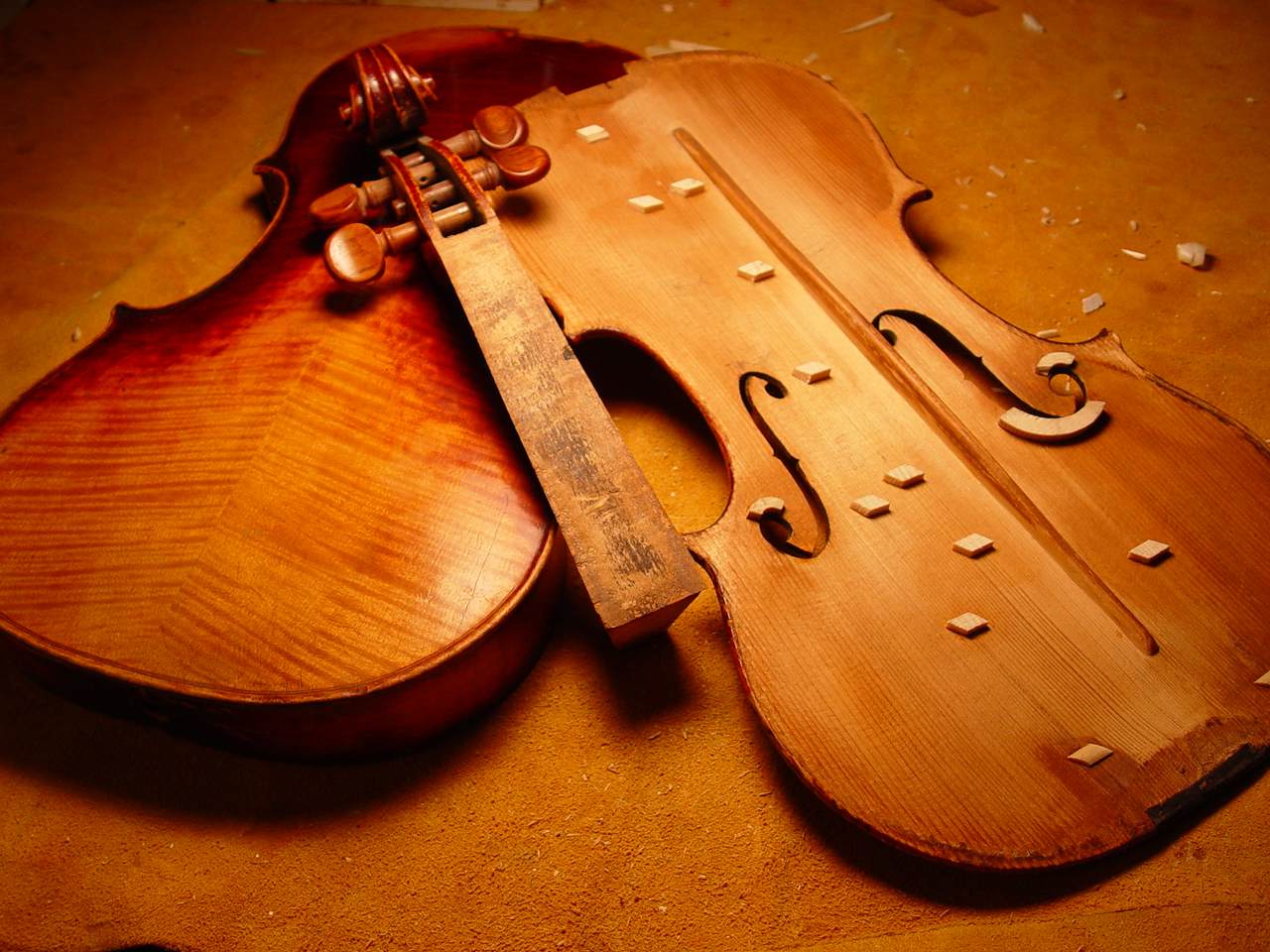
Violon en restauration : de gauche à droite, le fond et les éclisses, le manche, la table sur laquelle ont été collés de nombreux taquets.

Le luthier peut réparer des fractures de la table ou du fond. Les déformations de la voûte sont corrigées grâce à une mise sous presse de la table avec un moule ayant exactement la forme à donner à la table pendant vingt-quatre heures. Le doublage consiste à coller une pièce de bois supplémentaire à une partie de l'instrument devenue trop mince et trop fragile. Plusieurs doublages sont possibles. Dans tous les cas, l'opération n'a lieu que sur une table saine, c'est-à-dire dont les fractures ont été réparées et la forme de la voûte corrigée.
La sueur abîme le vernis et peut donc rendre nécessaire le changement d'une partie d'éclisse à droite du manche. On construit donc la nouvelle partie d'éclisse, que l'on courbe ; puis on amincit aux abords du collage les deux pièces, de manière à les faire se chevaucher en épaisseur, ce qui donnera de la solidité à la réparation. Les éclisses peuvent aussi être rehaussées si leur trop faible hauteur nuit à la puissance sonore de l'instrument. Les fractures qui ont été réparées sont souvent soutenues par des taquets, petites pièces de bois identiques à celles posées sur le joint du fond lors de la fabrication du violon. Leur nombre ne doit cependant pas être trop important, car de toute évidence ils gênent la propagation du son.
Les chevilles, sous la traction des cordes, peuvent déchirer leurs emplacements. Si l'on tient à conserver la tête pour sa beauté, la difficulté est de conserver le haut des emplacements (appelés joues du chevillier) en y adjoignant une nouvelle pièce pour le bas. Si le manche est défectueux, mais que l'on conserve la tête, on pratique une enture du manche : la tête est encastrée dans le manche, passant sous lui. Enfin, toutes les pièces neuves sont de couleur différente des pièces originales car elles n'ont pas été vernies. Le luthier effectue donc des raccords de vernis, avec une base peu colorée (pour qu'elle ne s'impose pas à la couleur originale), à laquelle il ajoute petit à petit les colorants. Puis il le polit et essuie l'instrument avec un lainage imprégné d'huile de lin, afin de redonner à l'ensemble un aspect net et brillant.

### Entretien du violoniste

#### Plasticité cérébrale
La plasticité cérébrale est la capacité du cerveau à modifier sa structure ou son fonctionnement après sa mise en place au cours de l'embryogenèse. Plusieurs travaux scientifiques se sont servis de l'exemple du violon pour illustrer cette propriété.
La zone du cerveau qui commande les mouvements fins de la main est l'opercule pariétal. Celle-ci est particulièrement impliquée dans le jeu du violon. Cependant, des analyses de 1999 du cerveau d'Albert Einstein, conservé par Thomas Stoltz Harvey, analyses effectuées par une équipe de l'Université McMaster, ont montré qu'Einstein n'avait pas d'opercule pariétal, et qu'un mécanisme de compensation s'était mis en place, lui accordant un lobe pariétal inférieur d'une taille plus grande que la moyenne de 15 %.
La représentation corticale des doigts de la main gauche chez un violoniste, obtenue par imagerie par résonance magnétique fonctionnelle, montre une augmentation de la zone corticale activée par des stimuli de ce doigt. La taille de la zone du cortex consacrée à l'auriculaire devient similaire à celle du pouce, ce qui n'est pas le cas du non-violoniste. Cependant, ces modifications, liées à l'apprentissage, varient en fonction de l'âge d'acquisition : l'agrandissement de cette zone est plus importante chez les individus ayant commencé la pratique du violon avant l'âge de 13 ans ; cette surface atteint son maximum chez les artistes qui ont commencé le violon avant l'âge de cinq ans ;[réf. nécessaire] selon certains, elle reste cependant importante chez ceux ayant commencé plus tard alors que d'autres considèrent que ceux qui ont commencé l'apprentissage après sept ans ne présentent pas de différences significatives avec des non-musiciens.
L'effet de l'augmentation de taille de la zone de représentation sensorielle de la main gauche est une dextérité accrue : le violoniste est capable de placer ses doigts dans des positions différentes tous les dixièmes ou vingtièmes de seconde avec une précision de quelques dixièmes de millimètre, quand le non-violoniste les place tous les quarts de seconde ou toutes les demi-secondes avec une précision d'un millimètre. Le violoniste confirmé est capable de corriger la justesse d'une note en un dixième de seconde, au quart de ton ; il peut, dans un mouvement rapide, jouer 12 notes à la seconde, il les anticipe alors d'au moins 700 ms.

#### Troubles
Le syndrome de la gouttière cubitale se produit lorsqu'il y a compression du nerf cubital, soit lors de son passage dans la gouttière entre l'olécrane et l'épitrochlée, soit lorsqu'il passe dans l'avant-bras proximal enchâssé dans le canal cubital entre des structures musculaires et ligamentaires. Le coude le plus susceptible d'en être atteint est le coude du bras qui tient le manche du violon. Cependant, le coude du bras tenant l'archet peut également être atteint de ce syndrome à cause des mouvements répétitifs de flexion et d'extension. Dans les deux cas, les symptômes sont les mêmes : douleurs dans l'avant-bras, dans les quatrième et cinquième doigts, sensation d'engourdissement de ces zones et de faiblesse lors des mouvements.
Le musicien atteint d'une dystonie de fonction n'arrive plus à contrôler le mouvement d'un ou de plusieurs doigts : d'après la définition de Raoul Tubiana, il subit des « contractions musculaires passagères, involontaires, non douloureuses, entraînant une incoordination de ses mouvements, uniquement lors d'un passage musical bien déterminé, troubles qui persistent malgré l'effort qu'il fait pour les corriger. » En général, la récupération fonctionnelle à un haut niveau technique n'est qu'exceptionnelle, et la guérison totale n'est pas possible.
Les tendinites particulières au violoniste touchent les extenseurs ou les fléchisseurs des doigts, la partie externe du coude, ou l'épaule. Celles-ci sont caractérisées, essentiellement, par une douleur le long du trajet du tendon concerné. Le syndrome de compression vasculo-nerveux (ou syndrome du canal carpien) provoque des fourmillements au niveau des doigts et un manque de sensibilité digitale. Le canal carpien, gaine située dans la face intérieure de la main, renferme les tendons fléchisseurs des doigts et le nerf qui leur permet d'être sensibles. On peut aussi voir des névrites douloureuses des nerfs digitaux dues à une irritation mécanique. Des troubles globaux de la main sont à craindre, et leurs causes courantes sont les mauvaises positions, une pratique intensive, un changement de technique, une hygiène de vie insuffisante et l'anxiété.

## Dans les arts

### Peinture
- Le Violon, Georges Braque, 1911, huile sur toile; H. 72 x L. 59,5 cm; Musée des beaux-arts de Lyon.
- Violon et pipe LE QUOTIDIEN Georges Braque, 1913-1914.
- Violon et cruche, Georges Braque, 1909/1910, h. 1.16x 0,73 m.
- Repos pendant la fuite en Égypte, Le Caravage (1596 - 1597) - Huile sur toile, 133.5 × 166,5 cm - Galleria Doria-Pamphili, Rome.
- Joyeux violoniste, G. van Honthorst (1590-1656).
- Le Violoniste bleu, Marc Chagall.
- Autoportrait avec la mort jouant du violon, Arnold Böcklin (1872), huile sur toile, 75 × 61 cm, Berlin, Alte Nationalgalerie.
- Rixe de musiciens des rues, Georges de La Tour, (1625-1630), Getty Center, Los Angeles.
- Clarinette et violon, Picasso.
- Violon et verres sur une table, Picasso, 1913.
- Le Violon, Picasso, 1914, Musée National d’Art Moderne, centre Pompidou, Paris.
- Le Violon rouge, Raoul Dufy, 1966.

### Photographie
- Le Violon d'Ingres, Man Ray
- Têtes de violon : 64 violoneux des îles de la Madeleine, Maude G. Jomphe (photographe) et Sylvain Rivière (auteur), (Montréal, 2005).

### Littérature
- La Sonate à Kreutzer, nouvelle de Léon Tolstoï.
- Chanson d'automne, poème de Paul Verlaine.
- La vie est comme un grand violon qui sanglote, Albert Samain, poème.
- Second violon…, Jules Girardin, (1832-1888).
- L'âme du violon, Alfred Des Essarts.(1811-1893).
- Le Violon du Fou, Selma Lagerlöf.
- Le Violon, roman, Louise de Vilmorin, Paris, 1960.
- Les Violons du roi, Jean Diwo.
- Moi, Milanollo, fils de Stradivarius, Jean Diwo.
- Le violon d'Auschwitz, Maria Àngels Anglada.
- Le Stradivarius perdu, John Meade Falkner.
- La Musique des Morts, Arnaud Delalande.
- Tribulations d'un Stradivarius en Amérique, Frédéric Chaudière.
- La pension Marguerite, Metin Arditi.
- Le Violon de la Paix, Yehudi Menuhin.
- Le Luthier de Mirecourt, Jeanne Cressanges.
- À la recherche du temps perdu, Marcel Proust.
- Les romans et nouvelles de Sir Arthur Conan Doyle qui mettent en scène Sherlock Holmes, violoniste virtuose. Notamment, La Boîte en carton, où Sherlock Holmes évoque l'acquisition de son Stradivarius.

### Cinéma
- Le Violon rouge
- Le Rouleau compresseur et le violon
- Le Violon
- Un cœur en hiver, Claude Sautet (1992)
- Le Concert et l'héroïne Anne-Marie Jacquet
- The Maker, Christopher Kezelos
- Tous les matins du monde
- Si tu tends l'oreille
- Le Violon de mon père

### Théâtre et arts de la scène
- L'Histoire du soldat, Igor Stravinsky
- Un violon sur le toit
- Le Violon du diable : ballet fantastique en deux actes et six tableaux de Arthur Saint-Léon, musique de Cesare Pugni, 1849.